# Latium
Cet article concerne la région italienne contemporaine. Pour la région historique, voir Latium (région historique).
Vous lisez un « bon article » labellisé en 2016.
Le Latium (prononcé : /la.sjɔm/), ou Lazio (/ˈlat.tsjo/) en italien, est une région d'Italie centrale. Incluant la capitale, Rome, il s'agit de la deuxième région la plus peuplée d'Italie, après la Lombardie, avec près de six millions d'habitants. Il est bordé au nord-ouest par la Toscane, au nord par l'Ombrie, au nord-est par les Marches, à l'est par les Abruzzes et le Molise, ainsi qu'au sud-est par la Campanie. À l'ouest, la région est baignée par la mer Tyrrhénienne. La petite enclave du Vatican se trouve dans le Latium.
Le Latium est riche d'un patrimoine multimillénaire : il voit la présence de la civilisation étrusque, puis est au cœur de l'Empire romain, plus tard des États pontificaux, du Premier Empire français et de l'Italie. Il constitue aujourd'hui une région dynamique. Son passé agricole est supplanté par l'industrie, les services, le commerce, la fonction publique et le tourisme, soutenus par un réseau de transports privilégiés grâce à sa position géographique au centre de l'Italie et la présence en son sein de la capitale.

## Histoire

### Antiquité

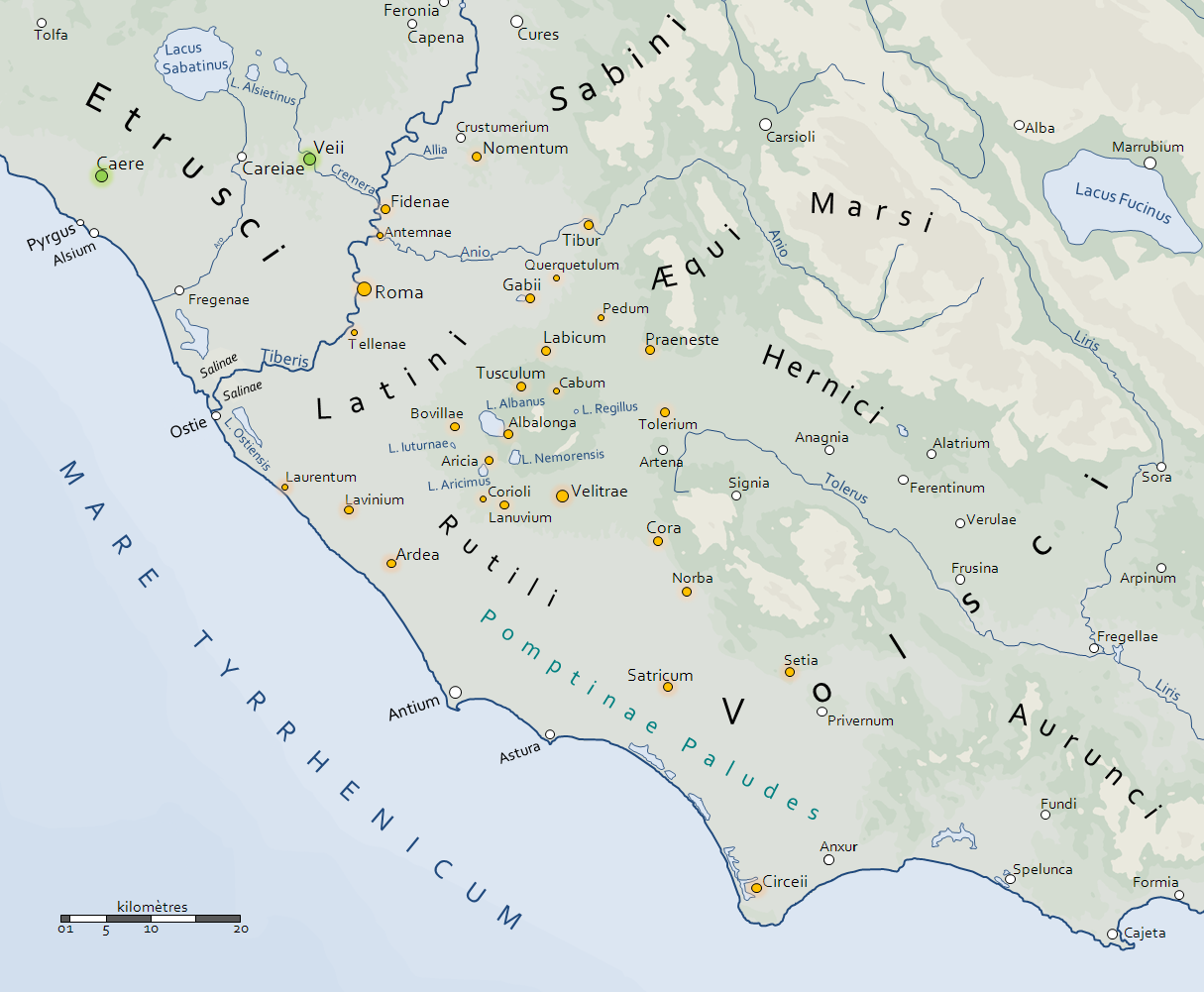
Carte des peuples pré-romains dans le Latium.

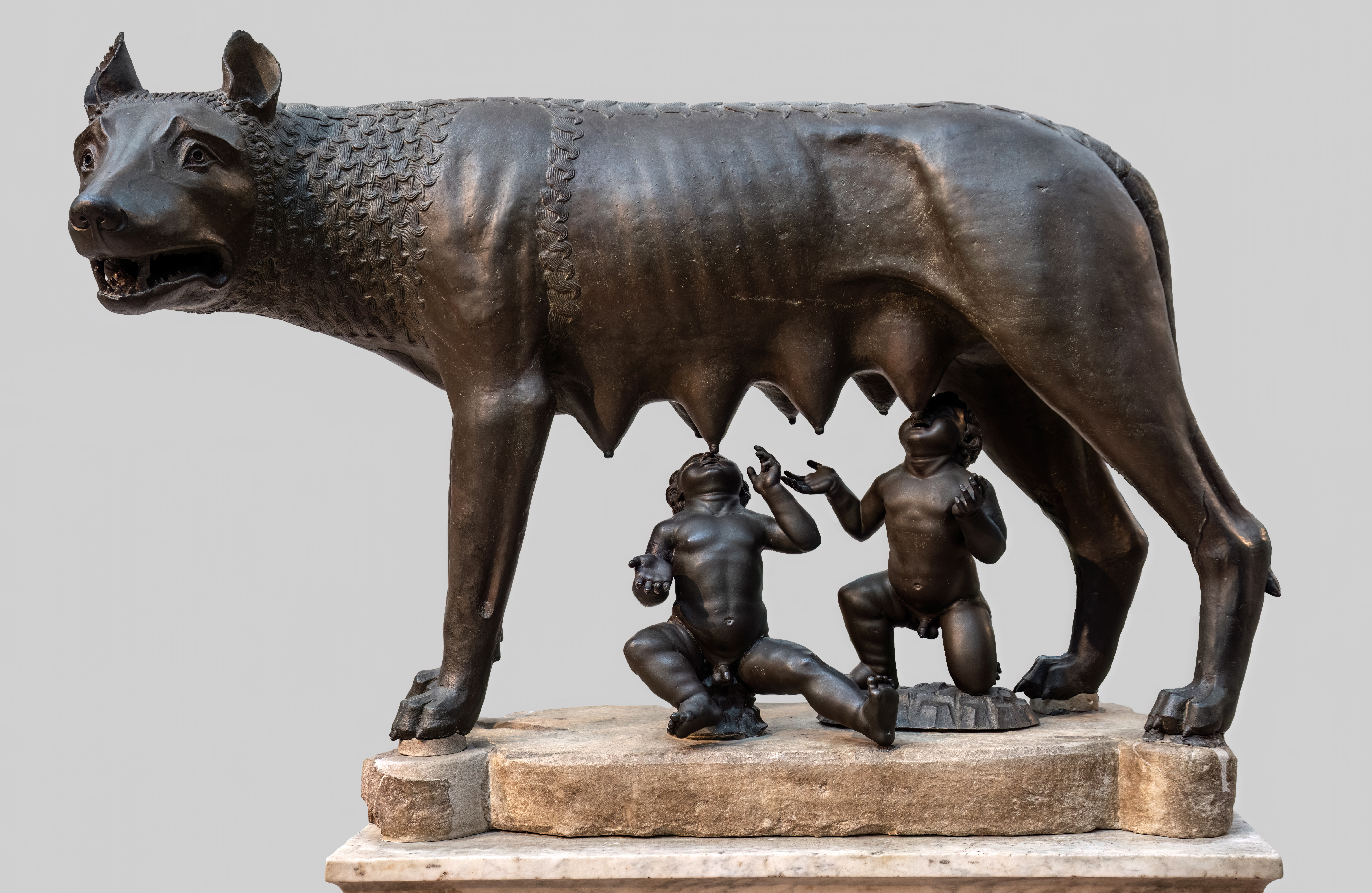
La louve avec Romulus et Rémus.

La région du Latium est le foyer de populations agricoles sédentaires de langue indo-européenne depuis le début de l'âge du bronze[réf. nécessaire]. Dans un premier temps connue par de riches commerçants mycéniens dès la fin du IIe millénaire avant J.C., la région observa tour à tour quelques rares implantations phéniciennes, puis grecques, qui se manifestèrent sous la forme de comptoirs littoraux, accompagnés d'exploitations agricoles,. L'historien grec Denys d'Halicarnasse note ainsi que de nombreux peuples ont précédé les populations étrusques et latines sur le territoire du Latium pendant la protohistoire. Parmi ceux-ci, la région médio-péninsulaire compte les Sicules, les Aborigènes (peuple légendaire pré-romain qui chassa les Sicules du Latium), et les Ligures.
L'entrée en lice des Étrusques sur les terres médio-tyrrhéniennes se concrétise au tournant du IXe siècle av. J.-C.. L'Etrurie est portée par une volonté d'expansion militaire et économique. Les Etrusci, dont le nom fait écho à celui de leur région d'origine, l’Étrurie (Toscane moderne), occupent une position essentiellement centrée sur la partie septentrionale du Latium, soit à partir de la rive Nord du Tibre. Dès le VIIIe siècle av. J.-C., ils exercent sur la moitié Nord du Latium une forte influence culturelle et politique. Cependant, toujours divisés en cités-États, ils ont été incapables d'affirmer une hégémonie politique concrète sur la région. De facto, ils durent s'opposer à l'empreinte et au contrôle manifestes des petites cités autonomes fondées par les peuples préétablis,, d'une manière analogue à la situation qui prévalait dans la Grèce antique. La proximité géographique de la région avec les cités de la Grande-Grèce (dans le sud de l'Italie et en Sicile) aura un fort impact culturel sur la région.
Moins significatives, les autres populations contemporaines à l'implantation des Etrusques dans le Latium, se pourvoient d'un territoire évoluant entre la rive Sud du Tibre et une large plaine littorale, et qui s'étend jusqu'aux Apennins centraux. Parmi celles-ci, on répertorie notamment les Rutules (autour de la ville d'Ardée), les Capénates (au nord de Rome), les Sabins (dans la partie nord-orientale), les Falisques (dans la zone autour de Faléries), les Volsques (au sud et sur le littoral), ainsi que plusieurs peuples vivant sur le territoire de l'actuelle province de Frosinone, tels les Herniques, les Aurunces et les Èques,,,. Dans une moindre mesure, quelques sources antiques font également référence à de petites ethnies, telles que les Albains, ou encore les Laurentes. Les écrits antiques et les vestiges matériels découverts au sein des terres du Latium confirment un substrat ethnique latin généralisé à l'ensemble de ces populations,,.
Le milieu du VIIIe siècle av. J.-C. marque un tournant décisif dans l'histoire de la région italienne par l'avènement de Rome. De fait, Rome sera alors l'agglomération urbaine la plus importante du Latium, et on y observe l'émergence d'un pouvoir de type monarchique. L'installation et la pérennité de la monarchie romaine jouent un rôle majeur dans la configuration politique de la région : celle-ci concourt à la mise en place d'une fédération politique et homogène des différents peuples latins, qui seront soumis les uns après les autres,,. Dans un premier temps exercée par des souverains latins et sabins, la monarchie romaine passe dans un second temps sous le contrôle de rois étrusques (la lignée dynastique des Tarquins), à partir de -616. Cet élément historique atteste l'incidence de la montée en puissance des Étrusques sur le Latium, au terme du VIIe siècle av. J.-C..
D'après la légende, la ville de Rome est fondée par Romulus et Rémus, descendants d'Énée. Sous cet angle, il serait par conséquent très probable que les Romains soient d'origine ethnique latine,. Toutefois, dans un cadre historique et archéologique, on peut noter que les Sabins et les Etrusques ont joué un rôle déterminant dans l'ethnicité des populations du Latium du VIIIe siècle av. J.-C. au VIe siècle av. J.-C..
Le tournant du VIe siècle av. J.-C. présente des changements sociaux et politiques profonds au sein de la région. La plupart des cités du Latium sont alors antagonistes, et en proie à de nombreuses belligérances. Plusieurs événements révélateurs de l'instabilité croissante de la région apparaissent de manière significative. On peut notamment évoquer le combat des Horaces et des Curiaces, qui marque le début de la suprématie de Rome sur Albe la Longue. Cette fin de VIe siècle av. J.-C. est marquée par la bataille d'Aricie, qui voit s'opposer les Étrusques, alors maîtres de la région, et les Latins, alliés aux Volsques et aux Herniques, les trois principales ethnies du Latium méridional, jusque-là dominées par le peuple régnant. Cette guerre marque le début de l'hégémonie des Latins, dont les 47 cités vont se confédérer en une réelle force politique, qui se matérialise en devenant la Ligue latine. En 509 av. J.-C., les derniers rois étrusques sont finalement écartés du pouvoir central. Ce dernier élément historique devient effectif avec l'exil du souverain Tarquin le Superbe. Dès lors, la péninsule centrale italienne voit la naissance de la République romaine,,.
Un événement notable, survenant au début du IVe siècle av. J.-C., affecte profondément les bases économiques, culturelles et institutionnelles de la région médio-péninsulaire : en -400, une coalition de nombreuses civitates celtes fédérées sous la bannière du roi sénon Brennos, entame une marche stratégique de grande ampleur vers le Sud dans l'optique d'investir complètement la péninsule italienne. Après avoir envahi l'Étrurie toscane en assiégeant la cité de Clusium en -390, la fédération celtique, forte de 65 000 fantassins, procède à un mouvement de troupes en direction du Latium. Au cours de l'an -384, la bataille de l'Allia, sur la rive Sud du Tibre, voit la victoire sans équivoque des armées celtes sur les troupes romaines. La ville de Rome est totalement investie, pillée et désorganisée. L'événement sans précédent du sac de Rome affecte l'ensemble de la région du Latium, dont les autres principales cités subirent également le processus de saccage systématique par les guerriers celtes.
En 338 av J.-C., au terme de luttes factionnelles et de troubles insurrectionnels, les hommes d'État à la tête de la République romaine soumettent, puis dissolvent la Ligue latine et affirment enfin la prédominance sans compromis de Rome sur le Latium,.
La trame historique du Latium nous révèle une relative constance politique, au cours des IIIe, IIe et Ier siècles av. J.-C. La République romaine entame une expansion d'envergure, dans un premier temps cantonnée à la seule péninsule subalpine, et dont le champ d'action s'élargira ensuite au bassin méditerranéen et à l'Europe occidentale,.
Au crépuscule du Ier millénaire av. J.-C., et plus précisément en 27 av. J.-C., la région italienne du Latium est témoin de l'avènement de l'Empire romain. Auguste en devient le premier dirigeant et réorganise l'Italie en plusieurs régions. Le Latium, divisé entre le Latium vetus (c'est-à-dire le Vieux Latium) d'une part, et le Latium novum (Nouveau Latium) d'autre part, est administré avec la Campanie, pour ne former qu'un seul et même bloc territorial : la Regio I. Le nord de l'actuelle région du Latium, quant à lui, est considéré comme faisant partie de l'Étrurie, et est rattaché à la Regio VII,.

### Moyen Âge

L'Italie en l'an 1000 avec les États pontificaux en violet foncé.

L'abdication imposée de Romulus Augustule, considéré conventionnellement comme le dernier empereur romain d'Occident, est souvent retenue comme le marqueur de la chute de l'Empire romain d'Occident. Entre 410 et 546, Rome est pillée trois fois, d'abord par les Wisigoths, puis par les Vandales, et enfin par les Ostrogoths. Le Latium est alors administré par le Sénat de Rome, par le pape (qui est généralement issu d'une famille sénatoriale), et par le royaume Ostrogoth, basé à Ravenne. En 553, l'empereur byzantin Justinien reprend le contrôle de l'Italie après une longue guerre contre les Ostrogoths, mais peu à peu ses successeurs s'en retirent, sous la pression des invasions lombardes venant du nord. La majeure partie du Latium est alors organisée en Duché romain (ducato romano), intégré dans l'exarchat de Ravenne, sous contrôle byzantin. La chute de Ravenne, prise en 752 par les Lombards, est suivie de l'intervention de Pépin le Bref, roi des Francs, qui la reprend, et qui remet aux mains des papes les territoires de l'Exarchat, la Romagne et le Latium. Ce don fonde ainsi les États pontificaux, avec Rome comme capitale,.
En 816, la crise de légitimité étatique de la papauté parvient à sa conclusion lorsque Louis le Pieux, dans un entretien avec le souverain pontife Étienne IV, reconnaît le statut territorial et souverain des trois États pontificaux. La mise en application de l'Ordinatio imperii en 817 permet aux trois États pontificaux, dont le Latium est part intégrante, de préserver leurs frontières territoriales intactes, au sein du royaume carolingien d'Italie.
Le développement des États pontificaux s'accentue lorsque Léon III couronne Charlemagne empereur. Cela permet de créer une base solide à la diplomatie du Latium, et de lui donner des appuis à travers l'Europe (on note les familles Orsini et Colonna, qui seront parmi les familles princières les plus importantes de l'Italie médiévale et de la Renaissance),. La fin du IXe siècle imprime au sein des rapports entre la noblesse du Latium et de la papauté, alors en proie à une crise d'instabilité et à un manque de légitimité, un tournant décisif. Le 25 avril 799, le souverain pontife Léon III est incarcéré sur ordre des aristocrates romains. Il sera libéré, et mis sous la protection de Charlemagne.
Au début du XIIe siècle, la puissance croissante des nobles romains provoque des troubles politiques dans la région, laquelle est déjà marquée par les antagonismes existant entre le Saint-Siège et le Saint-Empire. Cet état d'instabilité sera en partie réglé en 1122 par l'édiction du Concordat de Worms. Ce dernier promulgue la scission sans équivoque de l'autorité épiscopale en deux entités distinctes : d'une part le pouvoir spirituel, et d'autre part le pouvoir temporel,,. En 1202, le pape Innocent III essaie de renforcer sa propre puissance territoriale dans le but d'affermir son autorité sacerdotale. Il concrétise son objectif par acte décrétal. De facto, en édictant la décrétale du Per Venerabilem, Innocent III parvient ainsi à subordonner et à limiter les velléités d'autonomie des prélats dans les administrations provinciales de la Tuscia, de la Campagna et de la Marittima, et à restreindre la puissance de la famille Colonna,.
Durant la première période de résidence de la papauté à Avignon de 68 ans (1309-1377), le pouvoir des seigneurs féodaux présente une recrudescence évidente, en raison de l'absence du pape à Rome. Les petites communes, et surtout Rome alors dirigée par Cola di Rienzo,, confrontées à l'autorité croissante des seigneurs locaux, tentent de se présenter comme la principale alternative à la puissance papale, mais entre 1353 et 1367, la papauté reprend finalement le contrôle du Latium et du reste des États pontificaux,.

### Époque moderne
À partir du milieu du XVIe siècle, la papauté organise le Latium en trois entités provinciales dirigées par des gouverneurs : celle de Viterbe, celle de Marittima e Campagna, et celle de Frosinone. Auparavant, la région faisait majoritairement partie du Patrimoine de saint Pierre.
Le XVIe siècle marque également le début de la Renaissance et du maniérisme à Rome et dans le Latium. Les principaux artistes de l'époque, tels que Michel-Ange et Raphaël, travaillent dans la capitale pour le compte des papes, mais on en compte de nombreux autres dans les provinces avoisinantes, comme Antonio da Sangallo le Vieux, Sebastiano del Piombo ou Pirro Ligorio. L'époque du baroque marque également un renouveau pour la région, mais qui précède de peu une crise économique et sociale qui durera presque tout au long du XVIIe siècle. Il faut attendre les années 1780 pour que le pape Pie VI introduise de nombreuses réformes, visant à développer l'agriculture et à redynamiser le Latium.

Drapeau de la république romaine de 1798.

### Époque contemporaine
En 1798, le gouvernement des papes sur le Latium est interrompu par la courte existence d'une République romaine, inspirée du modèle de la Révolution française et instituée par des envoyés du Directoire. En 1809, la région est conquise par les armées napoléoniennes, et le département du Tibre est créé. Il est divisé en trois arrondissements (Rome, Tivoli et Velletri), avant de prendre le nom en 1810 de département de Rome, une entité plus grande que la précédente, qui s'étend sur toute la surface actuelle du Latium, et qui est alors divisée en six arrondissements. Le 30 mai 1814, le département est repris par l'armée papale, et les États pontificaux sont recréés.
En 1849, une autre brève parenthèse a lieu avec l'institution d'une autre république romaine, gouvernée par un triumvirat composé de Carlo Armellini, Giuseppe Mazzini et Aurelio Saffi. Elle ne dure que cinq mois et est réprimée par une coalition d'États monarchistes européens. Rome est assiégé et bombardée par l'Armée républicaine française commandé par le général Nicolas Oudinot appelée à l'aide par le pape. La défense de Rome fut confiée aux volontaires de Garibaldi, parmi lesquels Goffredo Mameli qui perdit la vie avec Andrea Aguyar, un ancien esclave uruguayen et de nombreux roturiers.

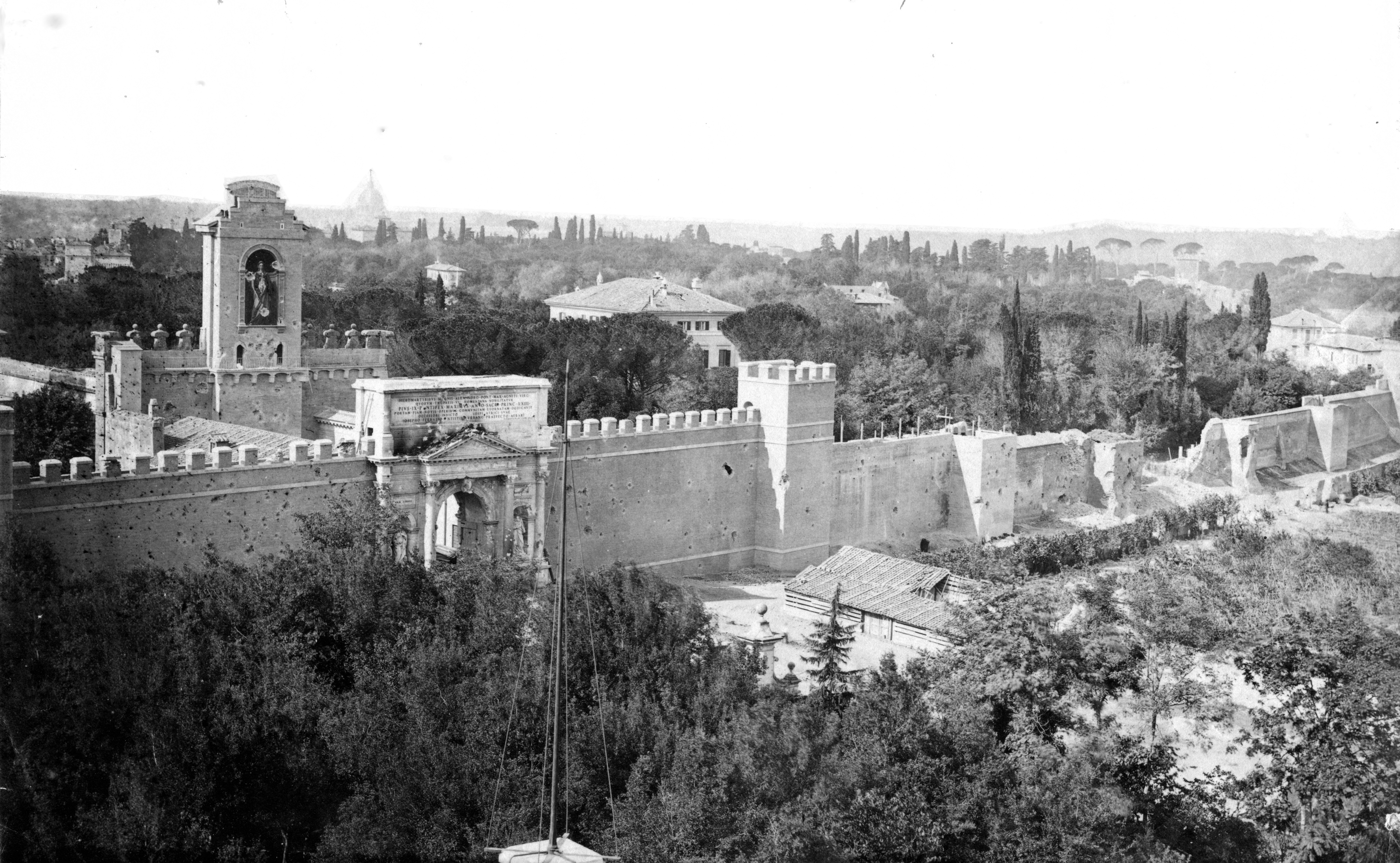
La Porte Pia par où rentrèrent les assaillants lors de la Prise de Rome.

Les États pontificaux s’opposent au processus d’unification de l’Italie, qui conduira en 1860 à la réunification de toute la péninsule sous le contrôle de la maison de Savoie. Le retour du pape Pie IX à Rome, avec l'aide des troupes françaises en 1850, exclut la ville du processus d’unification, qui se traduit à l'époque par la deuxième guerre d'indépendance italienne et par l’expédition des Mille, à la suite de laquelle toute la péninsule italienne, y compris la majeure partie du Latium, mais excepté les villes de Rome et Venise, est réunifiée sous le règne des Savoie.
En 1870, à la suite de la défaite française lors de la guerre franco-allemande de 1870, l'Empire français n'est plus en mesure de protéger les États pontificaux. L'armée italienne entre donc dans Rome par la Porta Pia le 20 septembre, dans ce qui sera plus tard appelé la prise de Rome. Rome et le Latium sont dès cette date complètement annexés au royaume d'Italie. La capitale du royaume est officiellement transférée de Florence à Rome l'année suivante. En trente ans, c'est-à-dire jusqu’en 1900, la population augmente, et on voit le début d'une industrialisation de la région.

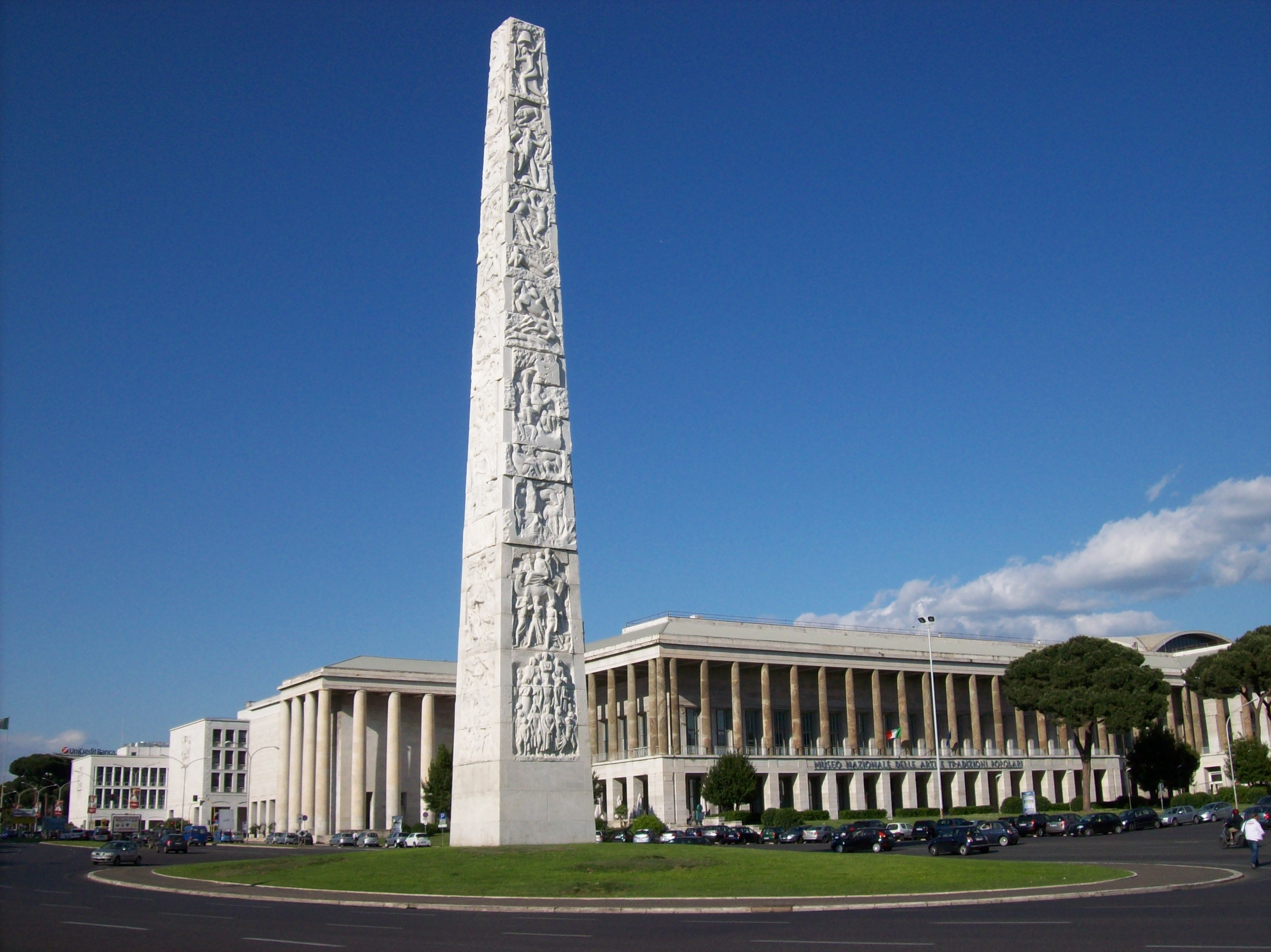
Quartier de l'EUR à Rome, construit durant la période fasciste.

En 1922, quatre ans après la fin de la Première Guerre mondiale, Benito Mussolini et les fascistes s'emparent du pouvoir lors de la Marche sur Rome. Cet événement a d'importantes conséquences sur le Latium. En effet, le Duce fait part de sa volonté d'agrandir la région, ce qui a pour conséquence l'annexion par le Latium du circondaire de Rieti (auparavant dans la province de Pérouse en Ombrie), du circondaire de Cittaducale (auparavant dans la province de L'Aquila dans les Abruzzes) et enfin des circondaires de Gaète et de Sora (faisant avant tous deux partie de la province de la Terre de Labour en Campanie). Ce sont donc 140 communes au total et 489 000 habitants qui sont ajoutés à la région par cette décision. Les fascistes divisent également la région en quatre provinces (celle de Rome, celle de Viterbe, celle de Rieti et celle de Frosinone) auxquelles vient s'ajouter en 1934 la province de Littoria (aujourd'hui province de Latina). En peu d'années, le Latium passe donc d'une superficie de 12 100 km2 à 17 200 km2, extension qu'il conserve toujours aujourd'hui.
La bataille du blé, lancée par Mussolini dans le but d'assurer l'autosuffisance de l'Italie dans la production du blé, a aussi une répercussion importante sur l'économie du Latium, bien qu'elle ne réussisse pas à compenser les pertes de revenus dans les secteurs industriel et agricole, qui subissent une stagnation de leur production au milieu des années 1920.
Pendant la Seconde Guerre mondiale, certains villages du Latium sont détruits par des bombardements puis par des batailles tout au long de l'avancée de l'armée des Alliés entre 1943 et 1944. Les villes côtières de Civitavecchia, Anzio, Nettuno et Terracine perdent sous les bombes la majorité de leur patrimoine bâti, tandis que d'autres villes comme Formia et Gaète sont en partie rasées. Des communes se situant le long des grands chemins de fer, telle celle de Frosinone, sont grandement endommagées (la ville de Cassino et l'abbaye voisine sont quant à elles complètement détruites et réduites à un tas de ruines). Cisterna di Latina, Sutri, Cerveteri et Palestrina sont bombardées de nombreuses fois, mais le record est détenu par la ville industrielle de Colleferro, touchée par près de 41 bombardements différents. En septembre 1943, pendant la Libération, la ville de Frascati, située aux portes de Rome, est complètement rasée (elle abritait le général allemand Albert Kesselring). Le Latium est libéré par les Alliés entre mai et juin 1944,,,.
Dans sa définition purement historique et géographique, le Latium correspond au territoire délimité par le cours inférieur du fleuve Tibre, par les Monts Ausons près de Terracine et par les Apennins centraux du côté est. La région administrative a été créée par la constitution républicaine de 1947 ; auparavant, elle n'existait qu'à des fins statistiques. Le premier organe politique administrant la région a été créé le 7 juin 1970, avec l'élection du premier conseil de la région.
Après sa reconstruction dans les années 1950 et 1960, la région connaît une importante croissance démographique, supérieure à celle du reste de l'Italie (entre 1951 et 1971, la croissance démographique sur toute la péninsule est de 14 %, alors qu'elle est de 40 % pour le Latium). De cette période jusqu'aux années 2000, le développement économique de la région est important, principalement grâce à l'industrialisation, principalement dans le triangle entre Pomezia, Pontinia et Colleferro, mais également dans la zone d'Anagni-Ferentino et dans la vallée du Liri grâce aux usines Fiat qui s'y établissent. Pourtant, le principal secteur donneur d'emplois aujourd'hui est celui du commerce et de la fonction publique, ayant dépassé dans l'après-guerre le secteur agricole, qui ne représente plus que 4 % de la population.

## Géographie physique

### Territoire

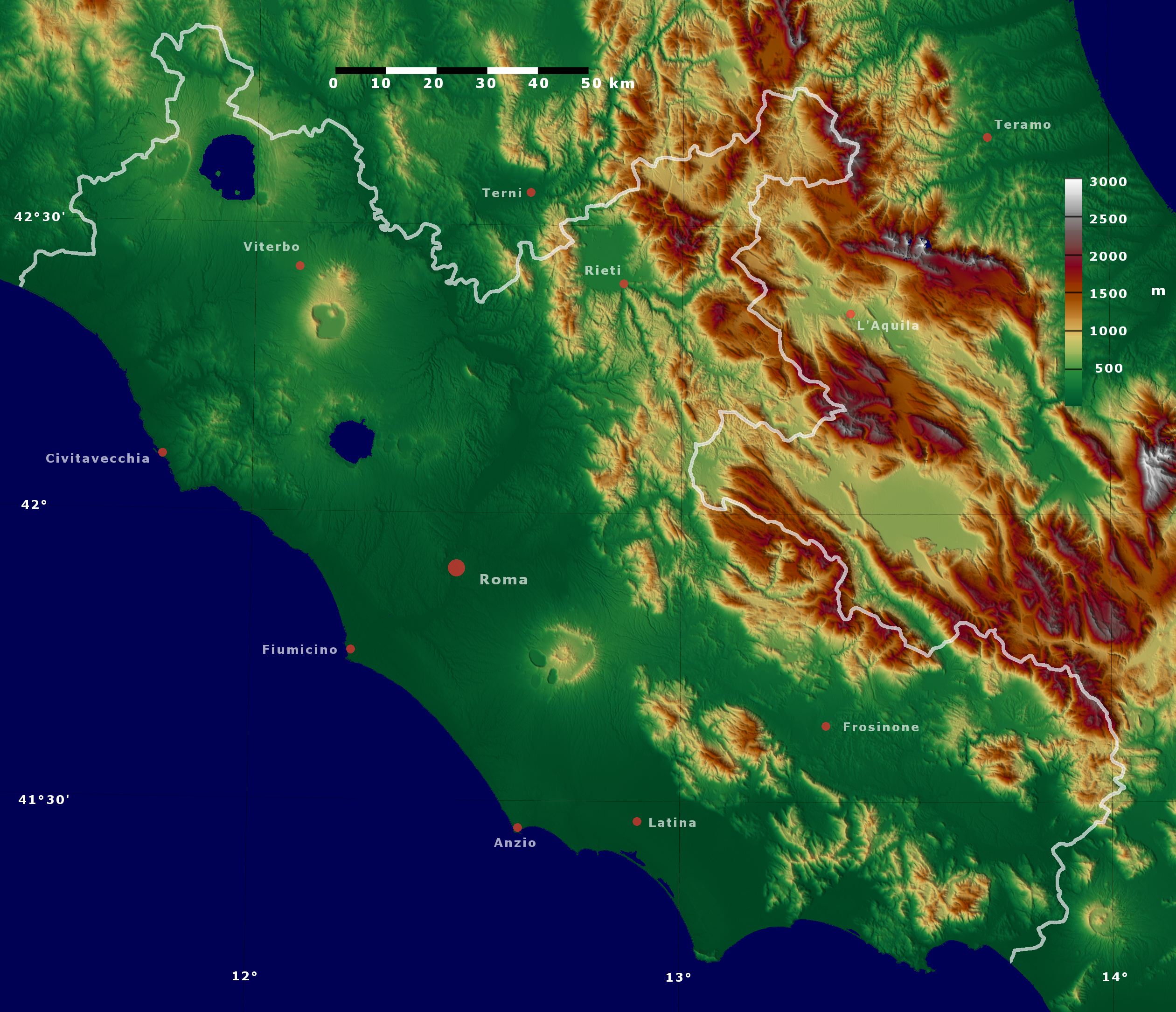
Carte du relief du Latium.

Schéma circulaire représentant la proportion des zones de montagne (26,1 %), de plaine (19,9 %) et de colline (54 %) sur le territoire du Latium.

Le Latium, qui a une superficie de 17 207,29 km2, a des frontières avec la Toscane, l'Ombrie et les Marches au nord, Abruzzes et Molise à l'est, la Campanie au sud, et la mer Tyrrhénienne à l'ouest. La région est principalement plate et vallonnée, avec de petites zones montagneuses dans les parties les plus orientales et méridionales.
La partie centrale de la région est occupée par la Campagne romaine, une vaste plaine alluviale qui entoure la ville de Rome, avec une superficie d'environ 2 100 km2. Les zones du sud sont caractérisées par les plaines des marais pontins (Agro Pontino), autrefois marécageuses et atteintes par le paludisme ; l'espace a été bonifié au cours des siècles.
Il comprend trois zones géographiques. À l'est, le pré-Apennin abruzzais (monts Sabins, monts Ernices et de la Meta, dépassant tous 2 000 m) domine les vallées de la Sabine, région du nord, et celle du sud (vallée Latine et province de Latina). Au centre, une zone de collines s'allonge du nord au sud sous la forme de reliefs volcaniques (monts Albains, Cimins, Volsins), s'élevant au-dessus des lacs, anciens cratères volcaniques, Bracciano, Bolsena, de Vico, ou des massifs calcaires (monts Lépins).
Le Latium est drainé par le Tibre au nord et le Garigliano au sud. À l'ouest, la vallée du Tibre et la campagne romaine annoncent la plaine littorale, sablonneuse et marécageuse en partie asséchée dans les marais pontins.
La côte du Latium est principalement composée de plages de sable fin, ponctuée par les promontoires de Circé (541 m), Gaète (171 m) et Anzio. Les îles Pontines, qui font partie du Latium, se trouvent en face de la côte sud. Derrière la bande côtière, au nord, se trouve le Maremme laziale (la poursuite de la Maremme toscane), une plaine côtière interrompue à Civitavecchia par les monts de la Tolfa (616 m).

### Géologie

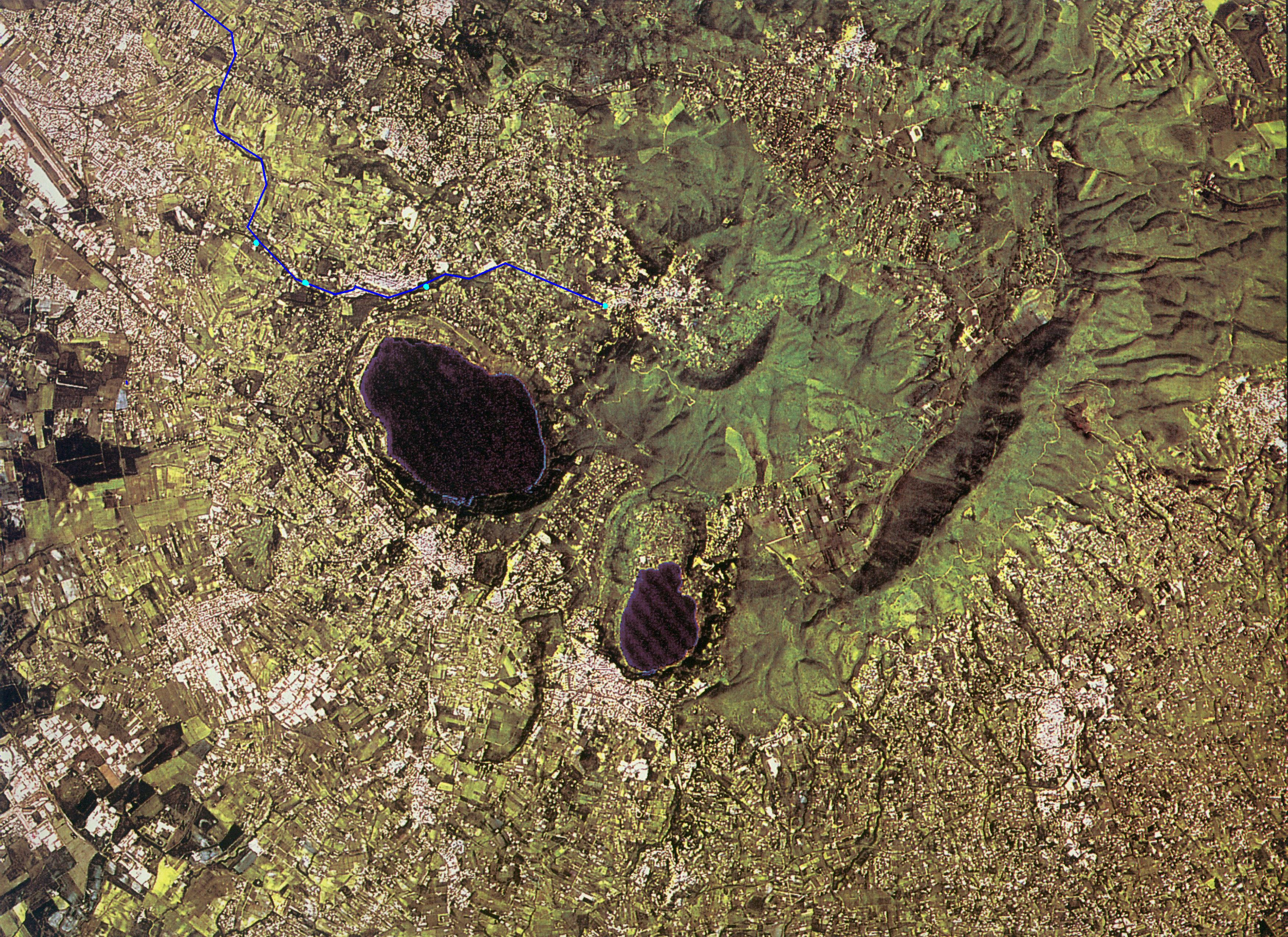
Vue aérienne des Monts Albins.

La constitution géologique du sol du Latium est essentiellement volcanique, hormis quelques portions de terrain subapennin tertiaire et certaines parties d'époques jurassique et crétacé dans les monts Sabins et dans les deux branches de l'Apennin vers Palestrina et Montefortino. Les sols des rives du Tibre, de la côte d'Ostie et les marais Pontins sont les résultats de l'alluvion fluviale.
La ligne volcanique qui prend naissance au Nord de Viterbe est parsemée des cratères inactifs comme celui du mont Albain remplis par des lacs ou asséchés.
La ville de Rome est construite en grande partie sur une roche spécifique, le tuf volcanique.

### Climat
Le climat du Latium est varié. La bande côtière se caractérise par un climat méditerranéen avec une sécheresse estivale et des précipitations moyennes annuelles d'environ 700 mm ; la zone pré-Apennine est plus humide avec une moyenne annuelle de 1 000 mm environ ; les zones Apennines se distinguent par un climat continental modéré avec des étés frais et des hivers froids servis par des chutes de neige fréquentes et des précipitations moyennes annuelles d'environ 1 500 mm.

## Administration de la région
La région est subdivisée en quatre provinces, Frosinone, Latina, Rieti, Viterbe et la Ville métropolitaine de Rome Capitale.
| Province / Ville métropolitaine       | Carte                             | Communes | Nombre d'habitants (au 28 février 2015) | Superficie (km²) | Site web institutionnel |
| ------------------------------------- | --------------------------------- | -------- | --------------------------------------- | ---------------- | ----------------------- |
| Province de Frosinone                 | Carte de la province de Frosinone | 91       | 496 420                                 | 3 247,08         | web                     |
| Province de Latina                    | Carte de la province de Latina    | 33       | 572 414                                 | 2 256,16         | web                     |
| Province de Rieti                     | Carte de la province de Rieti     | 73       | 158 654                                 | 2 750,52         | web                     |
| Ville métropolitaine de Rome Capitale | Carte de Rome Capitale            | 121      | 4 343 269                               | 5 363,28         | web                     |
| Province de Viterbe                   | Carte de la province de Viterbe   | 60       | 322 454                                 | 3 615,24         | web                     |
| Latium                                | Carte de la région Latium         | 378      | 5 893 211                               | 17 232,29        | web                     |

### Communautés de montagne
La région comprend également 22 « communautés de montagne » (en italien : comunità montane), créées à la suite de la loi régionale (it) de 1999.
| Frosinone | Latina                                                                 | Rieti                                                                                   | Rome Capitale | Viterbe                        |
| --- | ---------------------------------------------------------------------- | --------------------------------------------------------------------------------------- | --- | ------------------------------ |
| - L'Arco degli Aurunci - XVI dei Monti Ausoni di Pico - Monti Ernici - XXI dei Monti Lepini, Ausoni e Valliva - Valle del Liri - Valle di Comino | - Monti Aurunci - XVIII dei Monti Lepini - XXII degli Aurunci e Ausoni | - Montepiano Reatino - Sabina IV Zona - Salto Cicolano - Turano - Velino - Monti Sabini | - Castelli Romani e Prenestini - Monti Sabini, Tiburtini, Cornicolani e Prenestini - Valle dell'Aniene - Monti della Tolfa | - Alta Tuscia Laziale - Cimini |

## Politique

### Tendances politiques
Traditionnellement Rome est politiquement orientée vers le centre-gauche, tandis que le reste du Latium l'est vers le centre-droit. Lors des élections générales italiennes de 2008, la coalition centre-gauche a obtenu 41,4 % des votes contre 44,2 % au centre-droit. Lors des élections générales italiennes de 2013, le centre-gauche obtient 40,7 % des suffrages, la coalition centre-droit 29,3 % et le Mouvement 5 étoiles 20,2 %.

### Présidents de région
Les présidents de région étaient élus par le conseil régional de 1970 à 1999. À la suite de la réforme de 1999, l'élection du président se tient au suffrage universel direct au scrutin uninominal majoritaire à un tour.
Les présidents du Latium qui se sont succédé depuis 1970 sont les suivants :
| Ordre   | Portrait           | Nom (détails biographiques)     | Début - fin        | Début - fin       |  | Parti politique                     | Législature (élection) |
| ------- | ------------------ | ------------------------------- | ------------------ | ----------------- |  | ----------------------------------- | ---------------------- |
| 1       | Girolamo Mechelli  | Girolamo Mechelli (1923-1986)   | 1er septembre 1970 | 17 janvier 1972   |  | Démocratie chrétienne               | 1re (1970)             |
| 2       | Luigi Cipriani     | Luigi Cipriani (1923-1982)      | 17 janvier 1972    | 23 octobre 1973   |  | Démocratie chrétienne               | 1re (1970)             |
| 3       | Rinaldo Santini    | Rinaldo Santini (1914–2013)     | 23 octobre 1973    | 22 septembre 1975 |  | Démocratie chrétienne               | 1re (1970)             |
| 4       | Roberto Palleschi  | Roberto Palleschi (1925–2009)   | 22 septembre 1975  | 23 mars 1976      |  | Parti socialiste italien            | 2e (1975)              |
| 5       | Maurizio Ferrara   | Maurizio Ferrara (1921–2000)    | 23 mars 1976       | 5 août 1977       |  | Parti communiste italien            | 2e (1975)              |
| 6       | Giulio Santarelli  | Giulio Santarelli (né en 1935)  | 5 août 1977        | 24 mars 1983      |  | Parti socialiste italien            | 2e/3e (1975)/(1980)    |
| 7       |                    | Bruno Landi (né en 1939)        | 24 mars 1983       | 18 avril 1984     |  | Parti socialiste italien            | 3e (1980)              |
| 8       |                    | Gabriele Panizzi (né en 1937)   | 18 avril 1984      | 31 juillet 1985   |  | Parti socialiste italien            | 3e (1980)              |
| 9       | Sebastiano Montali | Sebastiano Montali (né en 1937) | 31 juillet 1985    | 27 juillet 1990   |  | Parti socialiste italien            | 4e (1985)              |
| 10      |                    | Rodolfo Gigli (né en 1935)      | 27 juillet 1990    | 21 février 1992   |  | Démocratie chrétienne               | 5e (1990)              |
| 11      |                    | Giorgio Pasetto (né en 1941)    | 5 août 1992        | 21 février 1994   |  | Démocratie chrétienne               | 5e (1990)              |
| 12      |                    | Carlo Proietti (né en 1943)     | 21 février 1994    | 18 janvier 1995   |  | Parti socialiste italien            | 5e (1990)              |
| 13      |                    | Arturo Osio (né en 1932)        | 18 janvier 1995    | 16 juin 1995      |  | Fédération des Verts                | 5e (1990)              |
| 14      | Piero Bardaloni    | Piero Badaloni (né en 1946)     | 16 juin 1995       | 12 mars 2000      |  | L'Olivier                           | 6e (1995)              |
| 15      |                    | Francesco Storace (né en 1959)  | 12 mars 2000       | 2 mai 2005        |  | Alliance nationale                  | 7e (2000)              |
| 16      | Piero Marrazzo     | Piero Marrazzo (né en 1958)     | 2 mai 2005         | 27 octobre 2009   |  | L'Olivier/Parti démocrate           | 8e (2005)              |
| 17      |                    | Esterino Montino (né en 1948)   | 27 octobre 2009    | 16 avril 2010     |  | Parti démocrate                     | 8e (2005)              |
| 18      | Renata Polverini   | Renata Polverini (né en 1962)   | 16 avril 2010      | 12 mars 2013      |  | Le Peuple de la liberté             | 9e (2010)              |
| 19      | Nicola Zingaretti  | Nicola Zingaretti (né en 1965)  | 12 mars 2013       | 10 novembre 2022  |  | Parti démocrate Italie. Bien commun | 10e/11e (2013)/(2018)  |
| intérim |                    | Daniele Leodori (né en 1969)    | 10 novembre 2022   | 2 mars 2023       |  | Parti démocrate Italie. Bien commun | 11e (2018)             |
| 20      | Francesco Rocca    | Francesco Rocca (né en 1965)    | 2 mars 2023        | en fonction       |  | Indépendant                         | 12e (2023)             |

## Démographie
La région du Latium est peuplée de 5 891 582 habitants fin novembre 2015.

### Population de la région par province
Le tableau suivant présente la population du Latium par province au 30 avril 2014.
| Pos. | Province                              | Nombre d'habitants (hab) | Superficie (km²) | Densité (hab/km²) |
| ---- | ------------------------------------- | ------------------------ | ---------------- | ----------------- |
| 1    | Ville métropolitaine de Rome Capitale | 4 327 642                | 5 363,28         | 806,9             |
| 2    | Province de Latina                    | 569 850                  | 2 256,16         | 252,58            |
| 3    | Province de Frosinone                 | 498 055                  | 3 247,08         | 153,39            |
| 4    | Province de Viterbe                   | 315 623                  | 3 615,24         | 87,3              |
| 5    | Province de Rieti                     | 160 467                  | 2 750,52         | 58,34             |

### Communes les plus peuplées
Le tableau suivant présente les communes de plus de 30 000 habitants les plus peuplées du Latium en avril 2014.
| Pos. | Commune             | Province | Nombre d'habitants |
| ---- | ------------------- | -------- | ------------------ |
| 1    | Rome                | RM       | 2 869 461          |
| 2    | Latina              | LT       | 125 375            |
| 3    | Guidonia Montecelio | RM       | 88 453             |
| 4    | Fiumicino           | RM       | 77 051             |
| 5    | Aprilia             | LT       | 72 641             |
| 6    | Viterbe             | VT       | 67 273             |
| 7    | Pomezia             | RM       | 62 737             |
| 8    | Tivoli              | RM       | 56 461             |
| 9    | Velletri            | RM       | 55 071             |
| 10   | Anzio               | RM       | 53 949             |
| 11   | Civitavecchia       | RM       | 53 069             |
| 12   | Ardea               | RM       | 48 939             |
| 13   | Nettuno             | RM       | 48 595             |
| 14   | Rieti               | RI       | 47 690             |
| 15   | Frosinone           | FR       | 46 529             |
| 16   | Terracine           | LT       | 45 763             |
| 17   | Albano Laziale      | RM       | 41 698             |
| 18   | Marino              | RM       | 41 119             |
| 19   | Monterotondo        | RM       | 40 771             |
| 20   | Ladispoli           | RM       | 40 767             |
| 21   | Fondi               | LT       | 39 690             |
| 22   | Ciampino            | RM       | 38 899             |
| 23   | Formia              | LT       | 38 212             |
| 24   | Cerveteri           | RM       | 37 258             |
| 25   | Cisterna di Latina  | LT       | 36 756             |
| 26   | Cassino             | FR       | 35 913             |
| 27   | Fonte Nuova         | RM       | 32 262             |
| 28   | Alatri              | FR       | 29 642             |

### Population étrangère
Au 31 décembre 2010, les étrangers habitants dans le Latium étaient au nombre de 542 688. Les cinq origines les plus représentées sont les suivantes :
- Roumanie : 196 410
- Philippines : 32 126
- Pologne : 24 392
- Albanie : 23 337
- Ukraine : 18 922

## Économie
À Rome, l'industrie domine : la région de Latina possède des usines de pneumatiques, de tabac et de céramique. À Gaète se trouve une importante raffinerie de pétrole, à Civitavecchia des cimenteries, à Rieti les textiles synthétiques. L'usine Alfa Romeo de Cassino du groupe FCA est une des plus robotisées au monde ; elle assemble l'Alfa Romeo Giulia, l'Alfa Romeo Stelvio et l'Alfa Romeo Giulietta. Enfin, à Tarquinia, la chimie domine.
L'économie agricole du Latium est fondée sur la polyculture dans la campagne (avec les vignobles de Frascati), bovins dans les vallées, ovins sur les collines, grande culture mécanisée sur les terres asséchées des marais pontins.
Le taux de chômage qui était de 6,1 % en 2007 est passé à 12,2 % en 2013.

### Données économiques
En 2005, la région du Latium est le deuxième du pays pour son PIB, juste après la Lombardie. Pour ce qui est du PIB par habitant, le Latium est la quatrième région en 2007 et la cinquième région en 2008. La répartition du PIB est loin d'être homogène : ni spatialement car Rome en produit une partie significative, ni en termes d'activité, le service étant plus important dans le Latium que dans le reste de l'Italie. Le tableau ci-dessous présente le PIB et le PIB par habitant de 2000 à 2012.
|                             | 2000      | 2001      | 2002      | 2003      | 2004      | 2005      | 2006      | 2007      | 2008      | 2009      | 2010      | 2011      | 2012      |
| --------------------------- | --------- | --------- | --------- | --------- | --------- | --------- | --------- | --------- | --------- | --------- | --------- | --------- | --------- |
| PIB (en millions d'euros)   | 123 291,8 | 129 439,2 | 137 176,4 | 140 884,9 | 150 613,1 | 155 264,7 | 160 517,5 | 151 470,9 | 152 768,0 | 151 036,6 | 151 712,1 | 154 241,1 | 152 992,9 |
| PIB par habitant (en euros) | 24 096,0  | 25 297,4  | 26 732,7  | 27 221,5  | 28 756,1  | 29 365,0  | 29 731,0  | 30 334,7  | 30 216,7  | 29 377,3  | 29 501,7  | 29 726,7  | 29 194,5  |

#### PIB, répartition par activités
Ci-dessous, la répartition du PIB par principales activités macro-économiques en 2006 :
| Secteur                                                      | PIB produit en 2006 (millions d'euros) | % du secteur dans l'économie régionale | % du secteur au niveau national |
| Agriculture, sylviculture, pêche                             | 1 709,3 M€                             | 1,06 %                                 | 1,84 %                          |
| Industrie                                                    | 14 208,2 M€                            | 8,85 %                                 | 18,30 %                         |
| Construction                                                 | 6 872,1 M€                             | 4,28 %                                 | 5,41 %                          |
| Commerces, réparations, hôtellerie, transport, communication | 37 305,5 M€                            | 23,24 %                                | 20,54 %                         |
| Activité monétaire et financière ; immobilier                | 45 100,7 M€                            | 28,10 %                                | 24,17 %                         |
| Autres services                                              | 39 411,8 M€                            | 24,55 %                                | 18,97 %                         |
| TVA                                                          | 15 909,9 M€                            | 9,91 %                                 | 10,76 %                         |
| PIB total                                                    | 160 517,5 M€                           |                                        |                                 |

### Agriculture
| Pos. | Utilisation des terrains    | Hectares   |
| ---- | --------------------------- | ---------- |
| 1    | Pâturages                   | 151 829,34 |
| 2    | Forêts                      | 131 846,86 |
| 3    | Autres terrains herbacés    | 71 021,69  |
| 4    | Oliveraies                  | 65 909,51  |
| 5    | Blé dur                     | 53 397,78  |
| 6    | Prés permanents (utilisés)  | 40 121,99  |
| 7    | Herbages médicinaux         | 37 851,11  |
| 8    | Forêt à futaie              | 33 840,05  |
| 9    | Autres prés                 | 32 825,4   |
| 10   | Autre surface boisée        | 32 467,79  |
| 11   | Noisetier                   | 19 338,78  |
| 12   | Vignoble                    | 16 822,28  |
| 13   | Horticulture en plein air   | 16 536,74  |
| 14   | Orge                        | 14 294,26  |
| 15   | Blé tendre                  | 12 849,87  |
| 16   | Maïs                        | 11 720,42  |
| 17   | Kiwi                        | 7 292,59   |
| 18   | Autres cultures céréalières | 6 682,16   |
| 19   | Avoine                      | 5 634,96   |

Le secteur agricole du Latium a perdu l'importance qu'il avait acquise au lendemain de la Seconde Guerre mondiale quand la production provenait essentiellement des grands latifondi agricoles.
Les cultures céréalières se trouvent essentiellement dans la région de Viterbe, la campagne romaine et le marais Pontin.
Selon les données de ISTAT de 2010, la production de l'huile l'emporte sur celle de la noisette, produite dans la zone de Viterbe mais surtout dans celle des monts Cimins et la vigne.
Après ces trois cultures traditionnelles, on trouve celle du kiwi, surtout dans la province de Latina dont la surface cultivée est supérieure à celle destinée aux cultures plus traditionnelles de la châtaigne : 4 046,82 ha.
Selon les données ISTAT de 2007, les exploitations agricoles ont travaillé 940 447 ha de territoire, contre 1 128 164 ha en 1999.
Bien que le phénomène de la transhumance soit fortement réduit par rapport au passé, l’élevage ovin compte 817 092 unités en 2003, dont 40 % dans la zone de Viterbe. La région est classée au troisième rang derrière la Sardaigne et la Sicile dans ce type d'élevage. On compte aussi environ 380 000 bovins et plus de 100 000 porcs. En 2003, dans le sud de la région, l'élevage de buffles, en essor, compte 70 000 unités.
Toujours selon les données ISTAT de 2010, le secteur agricole compte 27 634 exploitations sur un total national de 544 997, soit 5,07 %. Au niveau provincial, la province de Latina compte 10 487 exploitations agricoles, celle de Viterbe 6 163, celle de Frosinone 5 271, celle de Rome 4 663 et celle de Rieti 1 050.
En 2013, le secteur agricole continue à s'affaiblir, perdant 1 571 entreprises.

### Industrie
Le secteur industriel, en dehors de quelques exceptions, compte sur un tissu de petites et moyennes entreprises. Les exceptions se trouvent dans les zones où est intervenue la Cassa del Mezzogiorno, par exemple à Cassino, Anagni, Frosinone, Colleferro et alentours qui ont bénéficié pendant ces dernières années d'un important essor économique avec l'implantation de grandes entreprises : FIAT, SKF, ABB, Bombrini Parodi Delfino, Bristol-Myers Squibb, etc.
Selon les données ISTAT de 2006, les secteurs industriels du Latium les plus développés sont ceux axés sur la production et la distribution d'énergie électrique, du gaz, de vapeur et de l'eau pour un chiffre d'affaires de 2 839,6 millions d'euros, celui des cokeries, raffineries, chimie et pharmacie 2 766,7 millions d'euros, la fabrication mécanique électrique et optique, et les moyens de transport 2 418,6 millions d'euros.
L'industrie du Latium est active en particulier dans les secteurs d'activités de la mécanique, la chimie, l'alimentaire, et surtout dans l'industrie manufacturière : textile, imprimerie, meuble et habillement.
L'analyse sectorielle de 2013 montre une stagnation de l'activité industrielle qui ne déroge pas à la période de crise nationale avec un ralentissement des créations d'entreprises.

### Secteur tertiaire
Le Latium, avec la capitale Rome et ses services politiques et administratifs est un grand employeur du secteur tertiaire et des services comme le tourisme, le commerce, transactions financières et immobilières, université et centres de recherche, administration publique.
La part des services dans le PIB de la région est supérieure à celle des autres régions italiennes. En effet, si les services représentent en moyenne 65,6 % dans les données nationales du PIB de 2005, celles du Latium atteignent 77,5 %. En pratique les 3/4 du PIB du Latium sont produits par le secteur des services.
L'importance des services est confirmée par l'analyse sectorielle de 2013.
En 2007, 3 867 175 Italiens et 6 952 266 étrangers ont visité le Latium. L'économie des services liée à l'Administration publique représente environ 8 %, soit le double de la moyenne nationale.

## Transports et infrastructures

### Réseau routier
Rome est l'épicentre du transport routier régional. Une ceinture périphérique autoroutière permet aux voyageurs en transit de contourner la capitale. Les principaux axes du trafic sont au nombre de deux :
- Autoroute A1, dite « Autoroute du soleil »  ;
- Grand Contournement de Rome ou Grande Raccordo Anulare (GRA) , ceinture périphérique qui permet la distribution du trafic en transit ou vers les diverses sorties vers Rome[78].

D'autres autoroutes desservent la région :
- Rome-Civitavecchia  ;
- Rome-Fiumicino  ;
- Rome-Teramo [79] au km 72 de cette dernière débute l'autoroute Rome-Avezzano-Pescara [78].

Les autres voies routières importantes pour le trafic local sont :
- Strada Statale 1 dite Via Aurelia  vers la Toscane ;
- Strada statale 2 dite Via Cassia  en direction de la province de Viterbe et la Toscane;
- Strada Statale 3 dite Via Flaminia  en direction de l'Ombrie;
- Strada statale 4 Via Salaria dite Via Salaria  en direction de la province de Rieti et les Marches;
- Strada Statale 5 Tiburtina Valeria dite Via Tiburtina  en direction de Pescara;
- Strada Statale 6 Casilina dite Via Casilina  vers la province de Frosinone et la Campanie;
- Strada statale 7 dite Via Appia  vers Castelli Romani ;
- Strada statale 148 Pontina dite Via Pontina  vers Latina[78].

#### Accidents routiers
Le tableau ci-dessous rapporte le nombre d'accidents routiers avec blessure au Latium de 2001 à 2014, détaillé par province en valeur absolue et en pourcentage par rapport aux données régionales.
| Année     |  | 2001   | 2002   | 2003   | 2004   | 2005   | 2006   | 2007   | 2008   | 2009   | 2010   | 2011   | 2012   | 2013   | 2014   |
| --------- |  | ------ | ------ | ------ | ------ | ------ | ------ | ------ | ------ | ------ | ------ | ------ | ------ | ------ | ------ |
| Latium    |  | 45 064 | 44 869 | 44 135 | 46 187 | 45 904 | 44 125 | 41 958 | 39 320 | 40 118 | 39 382 | 37 934 | 33 416 | 31 148 | 28 966 |
| Viterbe   |  | 1 584  | 1 574  | 1 398  | 1 448  | 1 487  | 1 548  | 1 306  | 1 352  | 1 323  | 1 384  | 1 399  | 1 214  | 1 138  | 1 129  |
| VT%       |  | 3,52   | 3,51   | 3,17   | 3,14   | 3,24   | 3,51   | 3,11   | 3,44   | 3,30   | 3,51   | 3,69   | 3,63   | 3,65   | 3,90   |
| Rieti     |  | 1 082  | 1 042  | 1 100  | 1 142  | 925    | 735    | 758    | 787    | 883    | 758    | 718    | 711    | 629    | 605    |
| RI %      |  | 2,40   | 2,32   | 2,49   | 2,47   | 2,02   | 1,67   | 1,81   | 2,00   | 2,20   | 1,92   | 1,89   | 2,13   | 2,02   | 2,09   |
| Rome      |  | 35 373 | 34 775 | 34 315 | 37 046 | 36 461 | 35 398 | 33 568 | 30 842 | 31 871 | 31 346 | 30 223 | 26 705 | 24 778 | 23 009 |
| RM%       |  | 78,50  | 77,50  | 77,75  | 80,21  | 79,43  | 80,22  | 80,00  | 78,44  | 79,44  | 79,59  | 79,67  | 79,92  | 79,55  | 79,43  |
| Latina    |  | 4 392  | 4 886  | 4 670  | 4 223  | 4 224  | 3 894  | 3 873  | 3 691  | 3 530  | 3 487  | 3 322  | 2 773  | 2 639  | 2 518  |
| LT%       |  | 9,75   | 10,89  | 10,58  | 9,14   | 9,20   | 8,82   | 9,23   | 9,39   | 8,80   | 8,85   | 8,76   | 8,30   | 8,47   | 8,69   |
| Frosinone |  | 2 633  | 2 592  | 2 652  | 2 328  | 2 807  | 2 550  | 2 453  | 2 648  | 2 511  | 2 407  | 2 272  | 2 013  | 1 964  | 1 705  |
| FR%       |  | 5,84   | 5,78   | 6,01   | 5,04   | 6.11   | 5,78   | 5,85   | 6,73   | 6,26   | 6,11   | 5,99   | 6,02   | 6,31   | 5,89   |

### Réseau ferroviaire
Le réseau ferroviaire du Latium est en partie propriété de l'État et l'exploitation est assurée par la RFI pour un total de 1 211 km, l'autre partie, 139 km, étant constituée des chemins de fer régionaux, sous gestion de l'ATAC,.
Par sa situation géographique au centre de la péninsule, le Latium et Rome en particulier constitue le principal nœud ferroviaire d'Italie centrale, en reliant celle-ci à l'Italie méridionale. Le Latium, qui est parcouru par l'axe ferroviaire européen numéro 1 Berlin-Palerme et par l'axe ferroviaire numéro 24 Couloir des deux mers , fait partie du réseau ferroviaire conventionnel trans-européen TEN-T.
Les lignes directrices du trafic sont au nombre de 4 et épousent dans la partie initiale du parcours le tracé des anciennes voies consulaires romaines :
- la voie tyrrhénienne Rome-Gênes longe la voie Aurelia ;
- la voie vers le nord Rome-Florence-Bologne ;
- la voie adriatique Rome-Avezzano-Pescara, longe la voie Tiburtina ;
- la voie méridionale Rome-Naples, longe la voie Appia.

Le tronçon Rome - Fiumicino assure le trafic des passagers entre la capitale à l'aéroport international.

### Ports

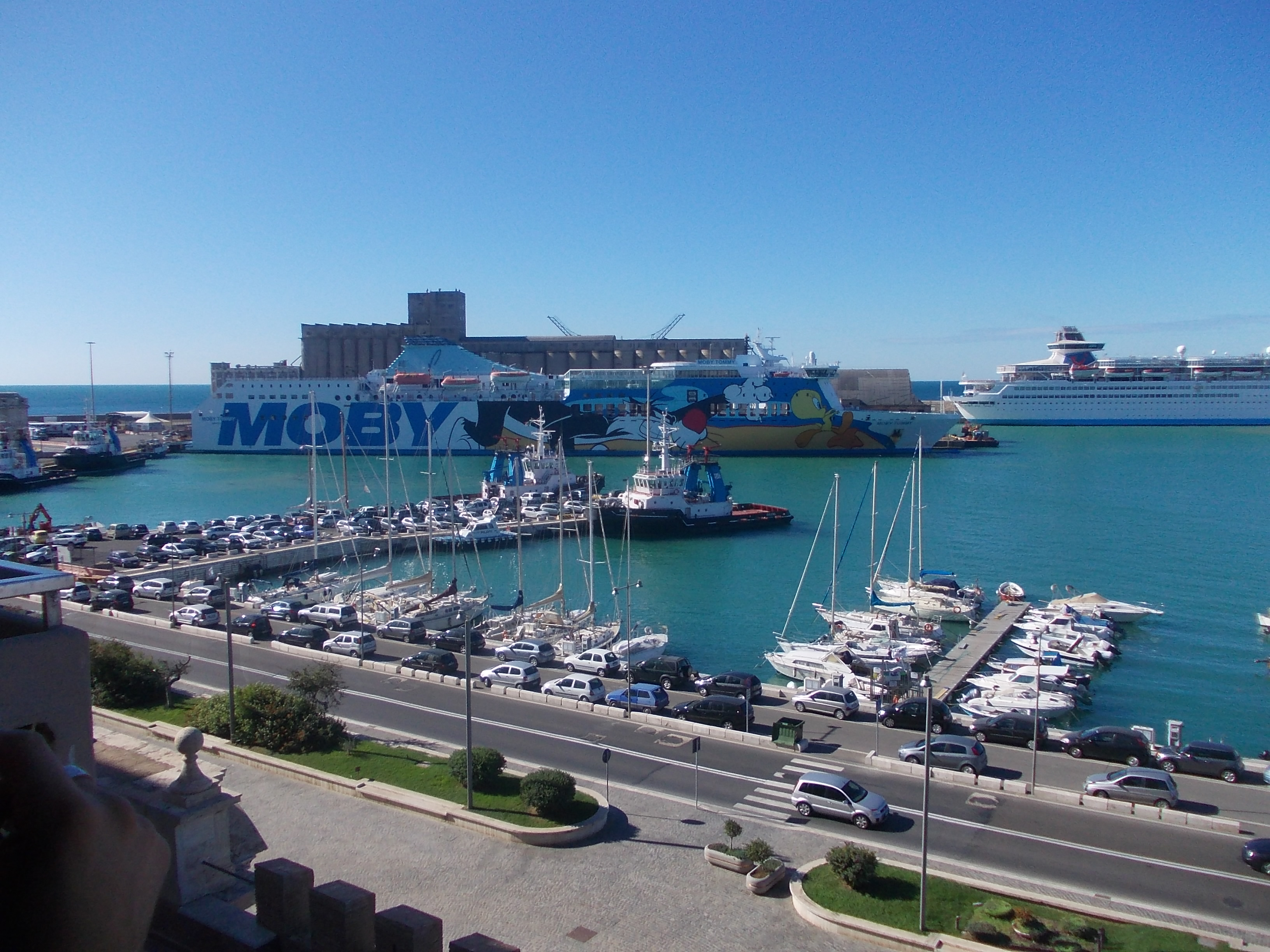
Le port de Civitavecchia.

Le port de Civitavecchia (Porto di Roma), dont la fondation date de l'empereur Trajan, qui se trouve dans la province de Rome, est le principal port et une importante plaque tournante pour le transport maritime en Italie pour les marchandises, les passagers et les croisières en mer. Relié à plusieurs ports de la Méditerranée, il représente l'un des principaux liens entre le continent italien à destination de la Sardaigne, Sicile, Espagne, France, Malte et Tunisie.
D'autres ports de transport mixtes se trouvent à Fiumicino (port-canale sur le Tibre de pêche, trafic de marchandises), Gaète (port commercial, trafic de marchandises et point de passage de bateaux de croisière), Anzio (port de pêche et point de départ pour la île de Ponza), Formia (chantier naval, port commercial et touristique, point d'embarquement pour les îles de Ponza e Ventotene), Terracina (trafic avec les îles de Ponza et Ventotene) et San Felice Circeo (vers l'île de Ponza).
Les ports essentiellement touristiques se trouvent à Riva di Traiano, Santa Marinella, Ostie, Nettuno et San Felice Circeo.

### Aéroports

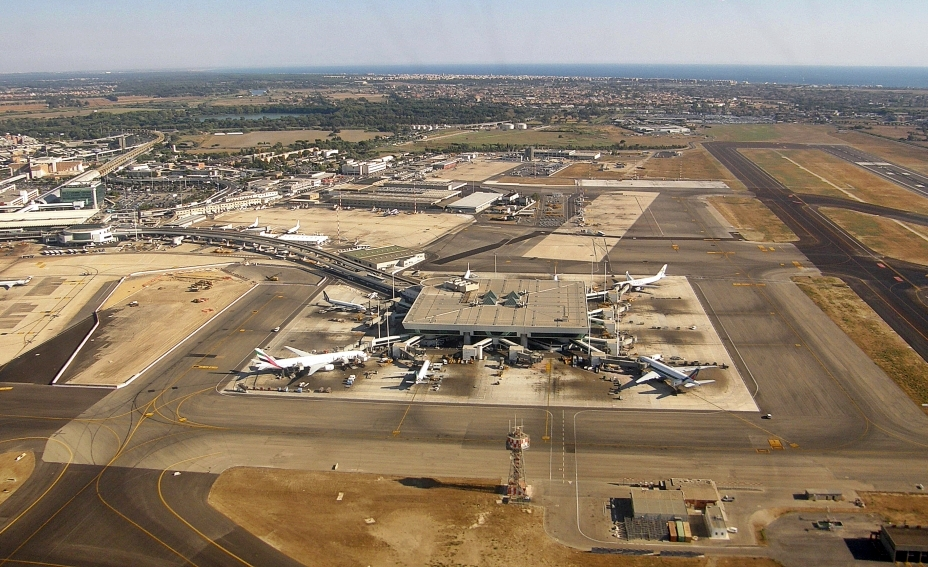
Aéroport de Fiumicino.

Le transport aérien régional et international est assuré essentiellement par les aéroports de Fiumicino et Ciampino.

#### Aéroports civils
Les aéroports du Latium pour le trafic civil sont :
L'aéroport Léonard-de-Vinci, à Fiumicino
Aussi connu comme « aéroport de Fiumicino », il est l'un des principaux aéroports internationaux. Ouvert en 1960, il se trouve à Fiumicino, 35 km à l'ouest de Rome. Il occupe une surface de 29 km2. Avec 40,5 millions de passagers transportés en 2015, il figure parmi les aéroports les plus fréquentés d'Europe. L'aéroport, qui sert de base à la compagnie nationale Alitalia et à Vueling, compagnie low-cost espagnole filiale de International Airlines Group, est utilisé par les plus grandes compagnies de transport aérien mondiales. En 2014, d'après le nombre total de passagers, Fiumicino est huitième en Europe et 35e dans le monde.
L'aéroport international Giovan Battista Pastine
Aussi connu comme « aéroport international de Rome Ciampino », il se trouve à Ciampino et sur la zone de Rome de l'aéroporto d Ciampino à 15 km au Sud-est de Rome. Ouvert en 1916, second aéroport international de Rome, il sert de base à Ryanair et au trafic low cost de l'aviation générale. La partie située dans la commune de Ciampino est militaire et abrite le siège du 31e stormo de l'Aeronautica Militare et le 2e Département du Génie de l'Aeronautica Militare.
L'aéroport de Rome-Urbe, à Rome
L' aéroport de Rome-Urbe est un petit aéroport civil situé dans la partie nord de Rome à 5 km du centre, entre la Via Salaria et le Tibre.

#### Aéroports militaires
La région comporte d'importantes infrastructures militaires, parmi lesquelles l'aéroport militaire de Pratica di Mare, second aéroport militaire italien, utilisé aussi au cours de grands évènements internationaux comme en 2002, quand il est utilisé pour le sommet OTAN-Russie.
D'autres aéroports militaires, gérés par l'Aeronautica Militare, sont ceux de Frosinone (ouvert pendant la période fasciste en 1939), de Guidonia (base dont l'origine remonte à 1916 et qui est le seul des aéroports militaires à être également ouvert au trafic commercial et civil), de Latina (fondé en 1938 pour remplacer trois aérodromes mineurs du Latium) et de Viterbe (nommé en hommage à Tommaso Fabbri et datant de 1937).

## Patrimoine

### Monuments et lieux d'intérêts
Le Latium est une des régions les plus importantes pour la culture italienne, européenne et mondiale en raison de son patrimoine artistique, archéologique, architectural, religieux et culturel. Le patrimoine immense de la ville de Rome ne représente qu'une infime partie des centaines d'autres lieux d'intérêt et monuments à travers la région.
Le centre historique de Rome, les biens du Saint-Siège situés dans cette même ville et bénéficiant d'extraterritorialité (comme la basilique Sainte-Marie-Majeure ou la basilique Saint-Jean-de-Latran) ainsi que la basilique Saint-Paul-hors-les-Murs sont inscrits au Patrimoine mondial de l'UNESCO.
Les autres sites du Latium inscrits au patrimoine mondial de l'UNESCO sont les nécropoles étrusques de Cerveteri et Tarquinia (c'est-à-dire la nécropole de Banditaccia et la nécropole de Monterozzi) inscrites en 2004, ainsi que deux ensembles de jardins et leurs bâtiments situés à Tivoli : la villa d'Hadrien (villa romaine bâti pour l'empereur Hadrien) et la villa d'Este (célèbre pour ses jardins et ayant appartenu à une noble famille de la Renaissance).
Dans la région de Viterbe, se trouvent les nécropoles rupestres de Castel d'Asso et de Norchia qui remontent aux périodes archaïque et hellénistique.
Le palais des papes de Viterbe est, avec la cathédrale San Lorenzo, un important monument historique du nord du Latium, autrefois siège pontifical pendant vingt-quatre ans, de 1257 à 1281.
Au sud de Rome se trouve l'abbaye de Casamari, l'une des plus importantes abbayes cisterciennes d'Italie, l'abbaye territoriale du Mont-Cassin, fondée par Benoît de Nursie en 529, berceau de l’ordre des Bénédictins, ainsi que le parc régional des Castelli Romani parsemé d'anciens villages, de châteaux féodaux, villas et ruines archéologiques sur 9 500 hectares de territoire protégé.
En 2013, les 10 lieux les plus visités du Latium sont le Colisée (également le monument le plus visité d'Italie), le château Saint-Ange, la villa Borghèse, la villa d'Este, Ostia Antica, le musée national romain, le circuit archéologique des thermes de Caracalla, la Villa d'Hadrien, la galerie nationale d'art moderne et contemporain et enfin le palais Barberini.
Rome est la ville comptant le plus d'églises au monde. En effet, elle en possède plus de 900 (parmi lesquelles figurent la basilique Saint-Jean-de-Latran, l'église de la Trinité-des-Monts, la basilique Saint-Pierre-aux-Liens, l'église Saint-Louis-des-Français de Rome, l'église du Gesù ou encore la basilique Sainte-Croix-de-Jérusalem).

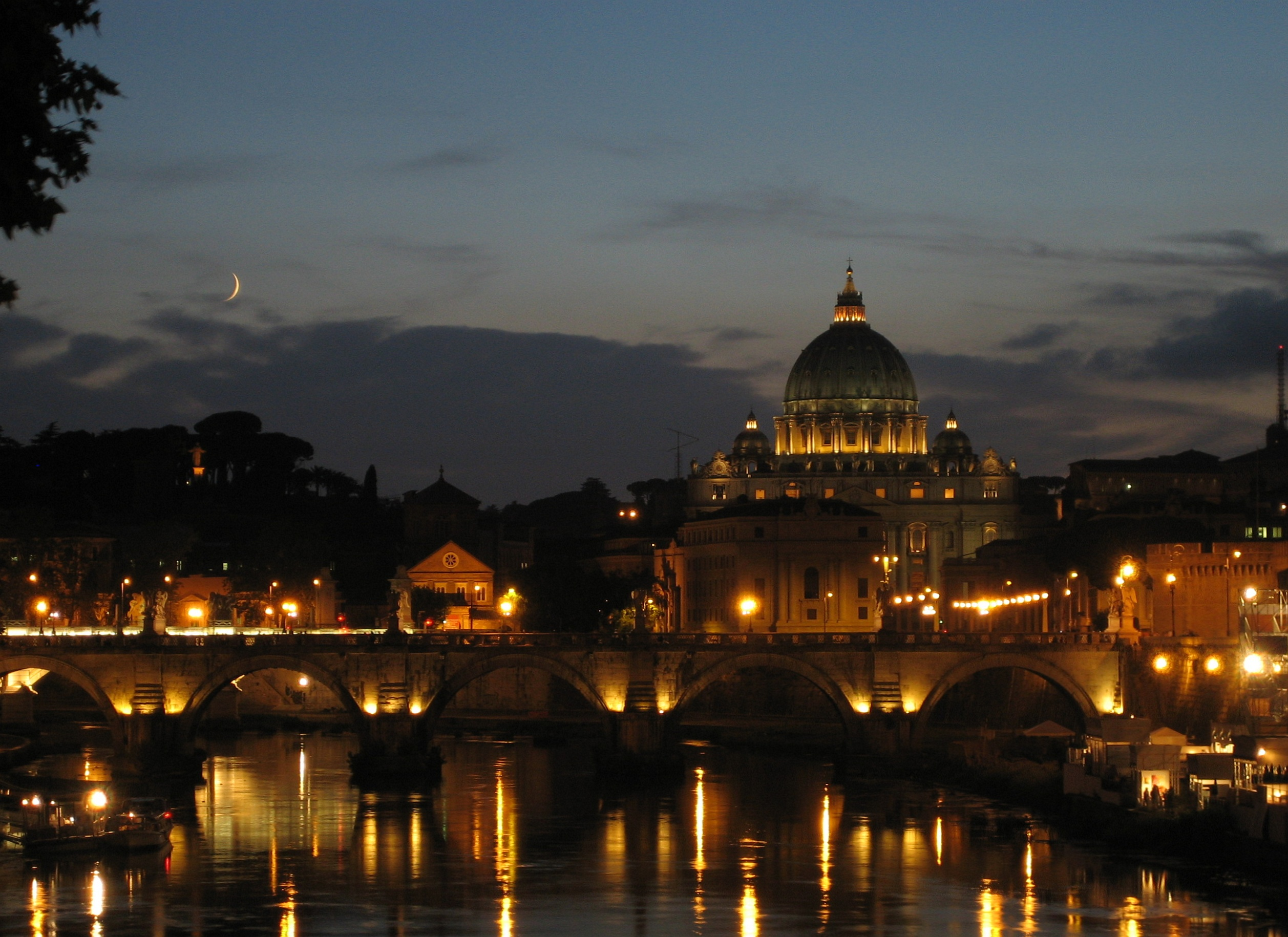
Le centre historique de Rome avec le Tibre de nuit.
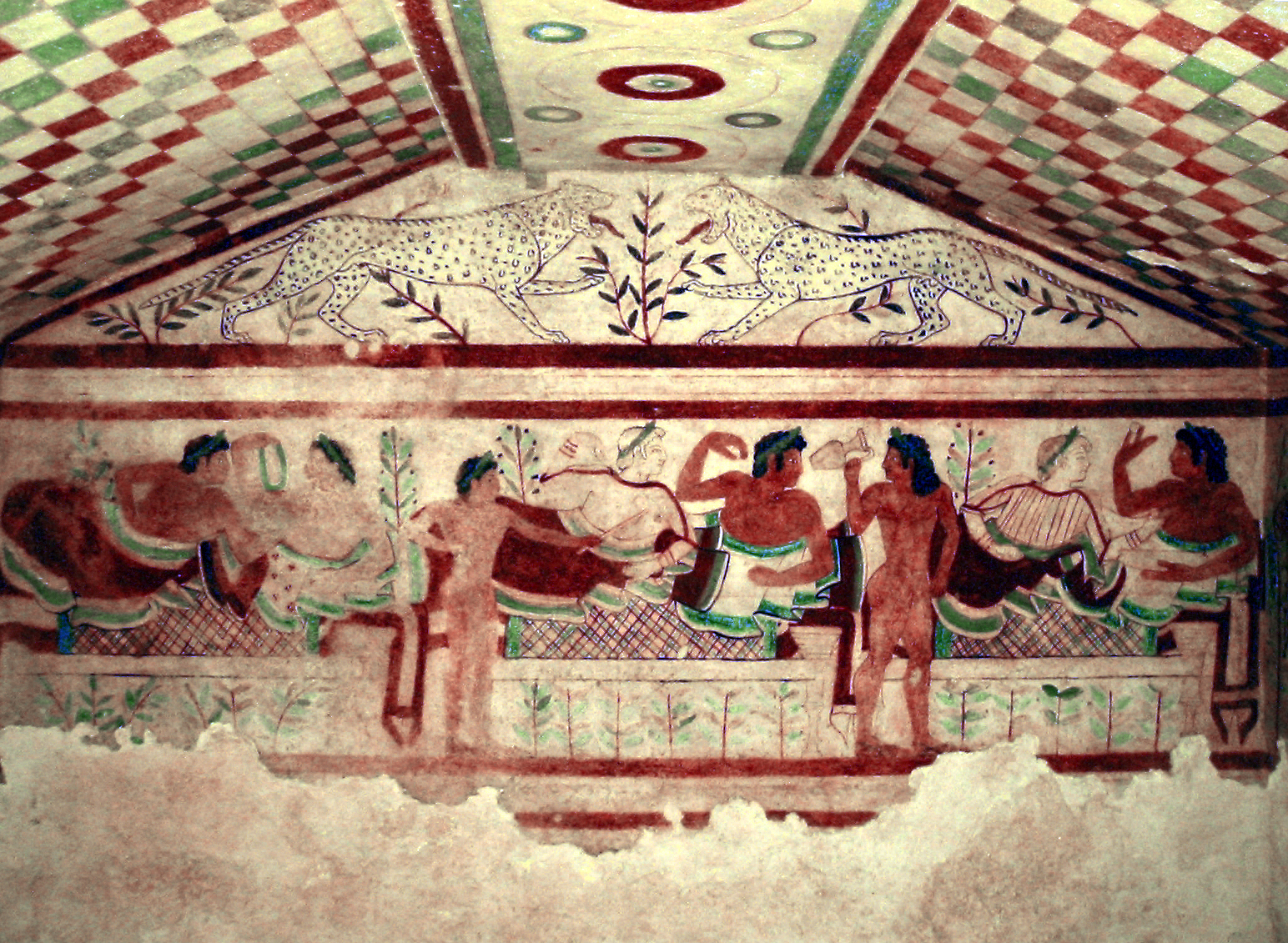
Tombe des Léopards de la nécropole de Monterozzi.
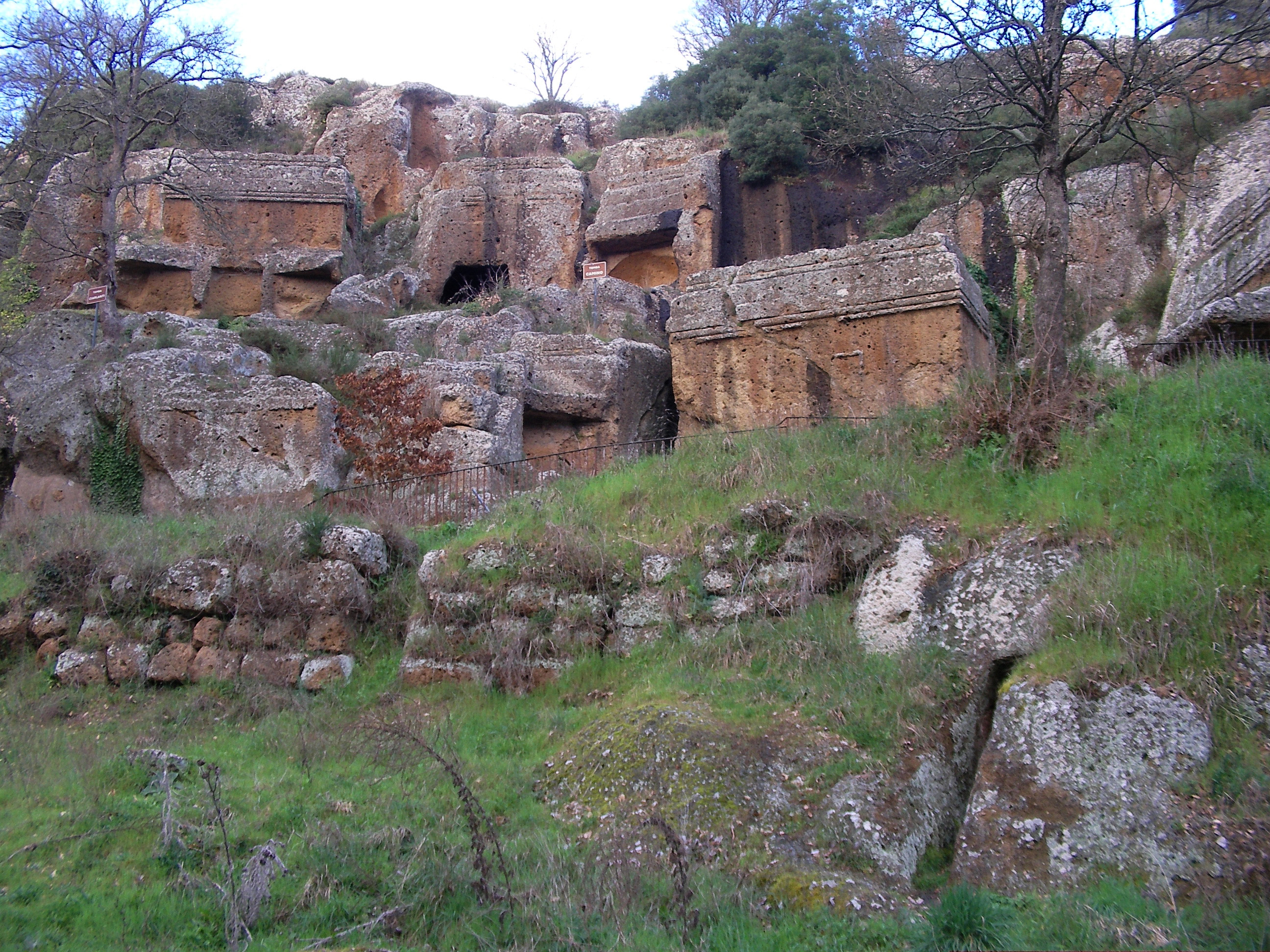
Nécropole rupestre de Norchia.
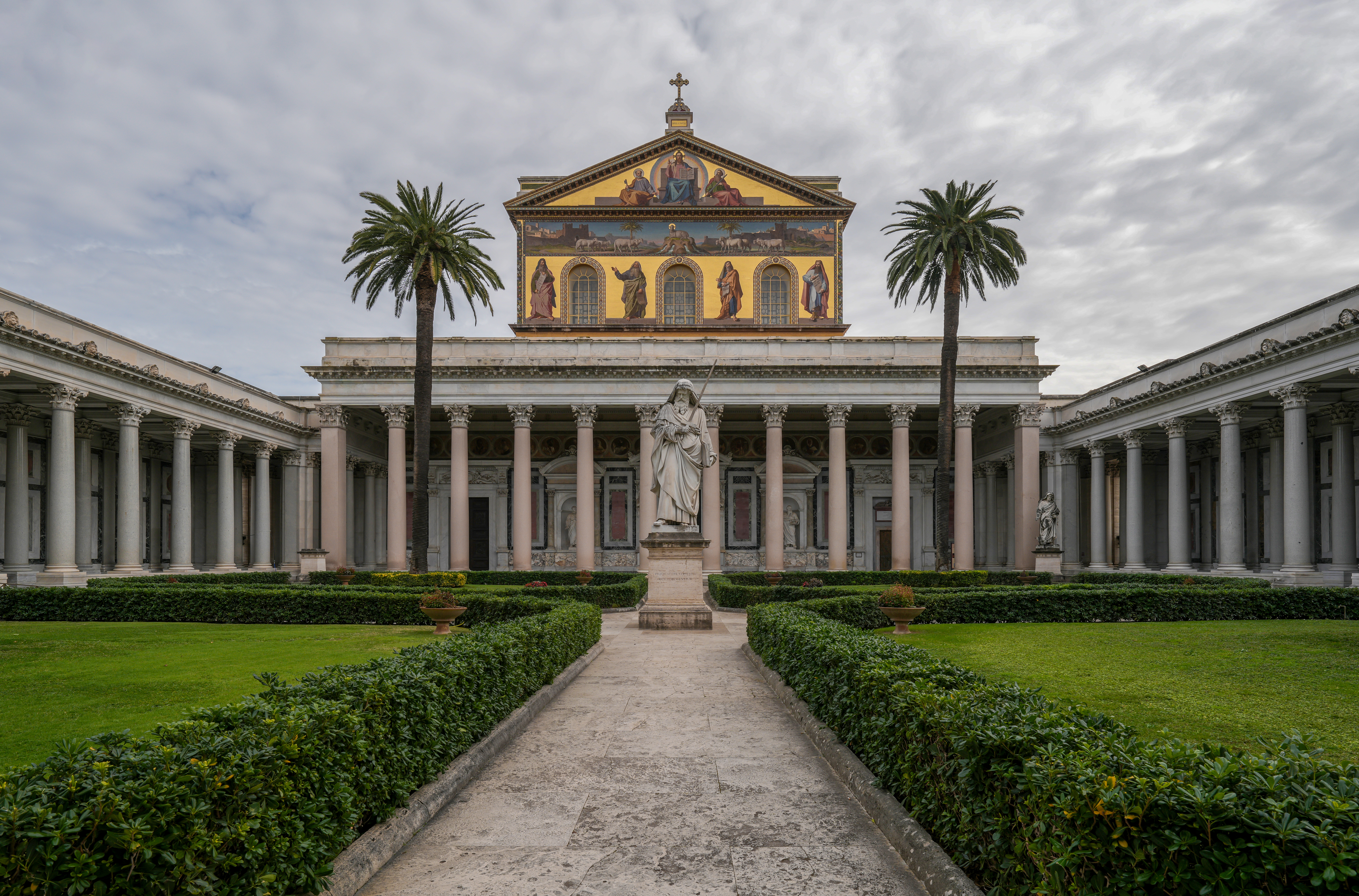
La basilique Saint-Paul-hors-les-Murs.
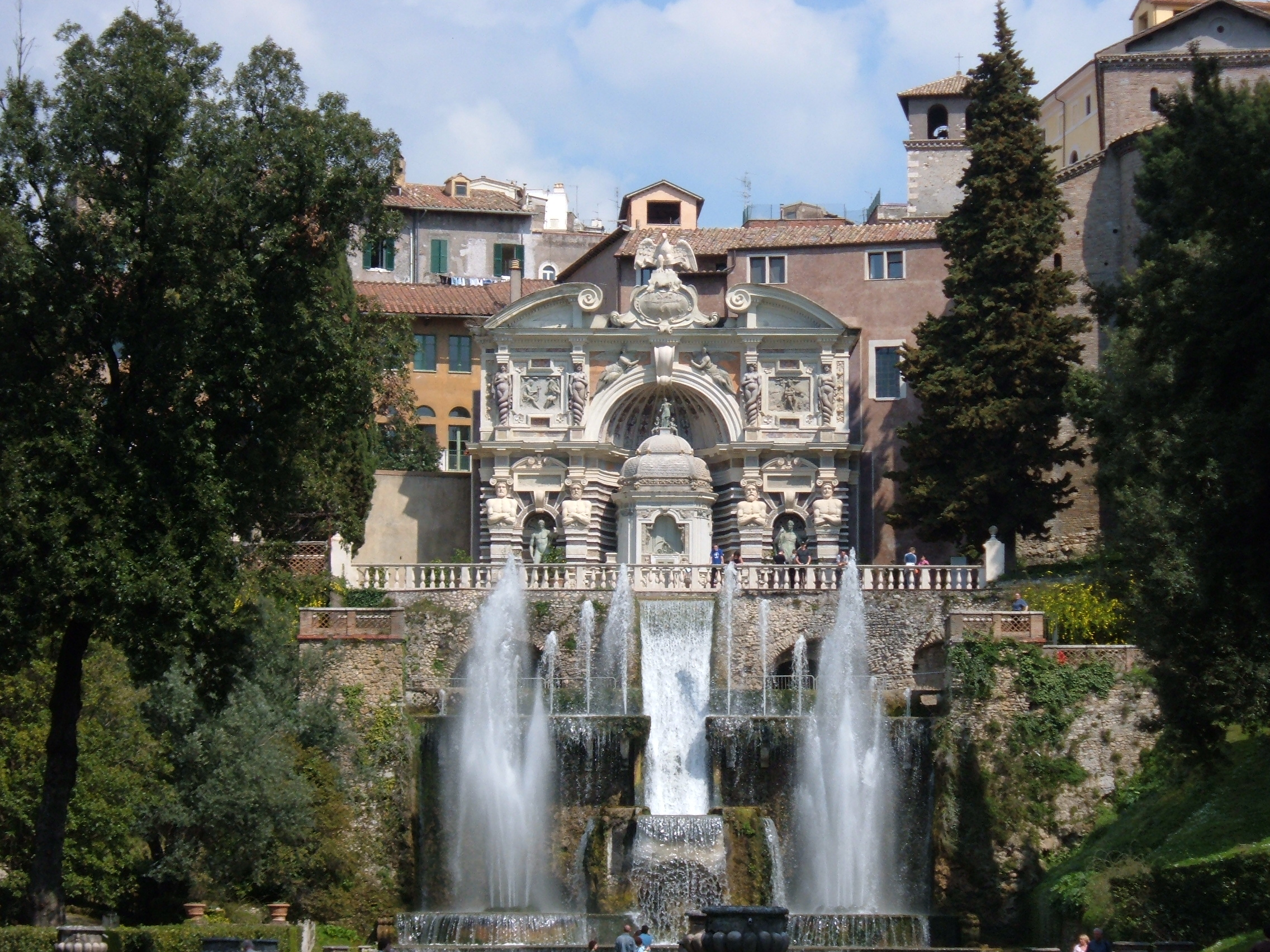
La fontaine principale de la villa d'Este.
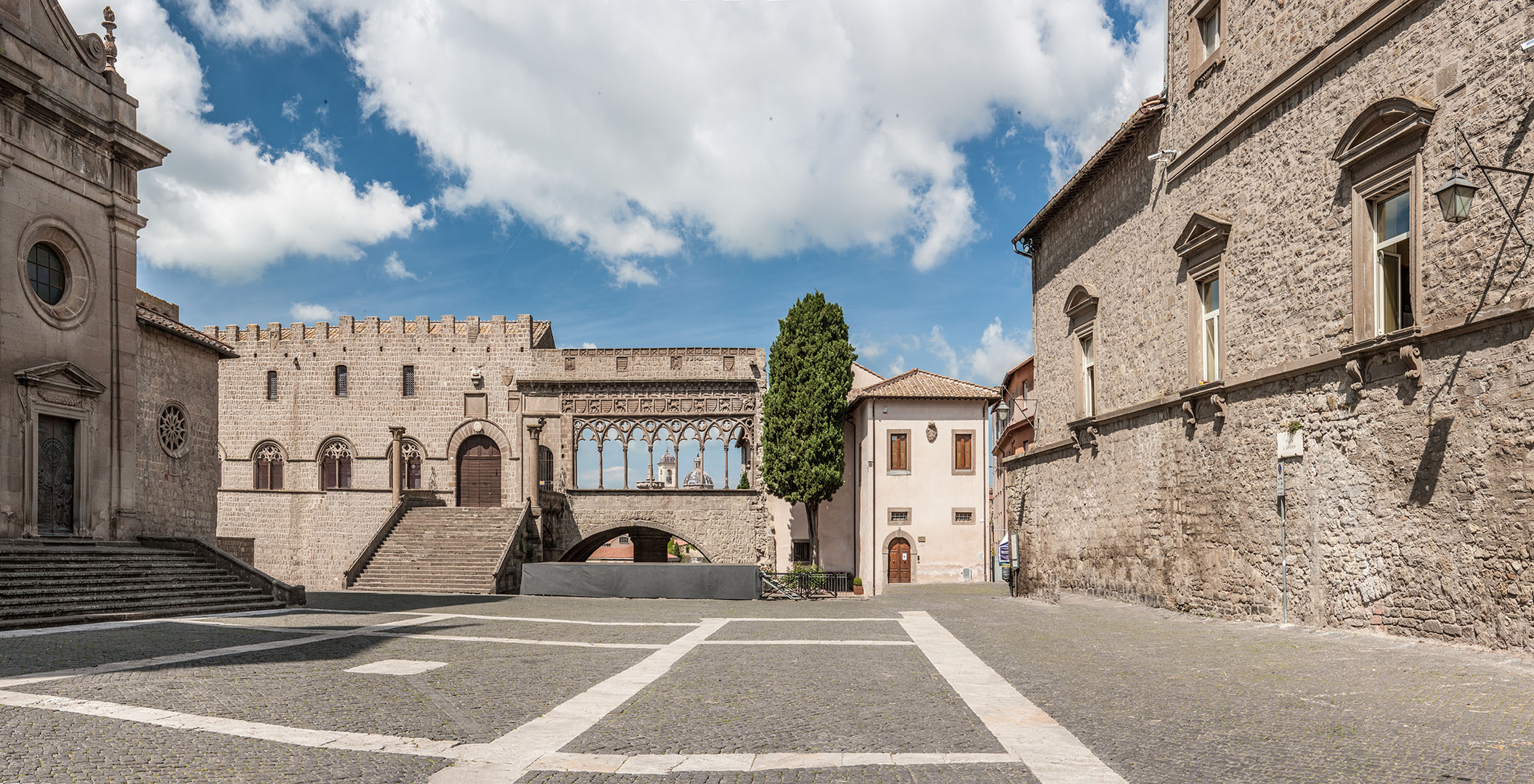
Palais des Papes de Viterbe.

### Parcs naturels
Les réserves naturelles occupent près de 11 % du territoire régional du Latium. Parmi celles-ci, on compte trois parcs naturels nationaux plus un grand nombre de parcs naturels régionaux et d'autres aires naturelles protégées d'importance mineure.
Les trois parcs naturels nationaux sont le parc national des Abruzzes, Latium et Molise (qui s'étend sur une partie de la province de Frosinone), le parc national du Circé (dans la province de Latina) et le parc national du Gran Sasso e Monti della Laga (dans la province de Rieti). Les parcs naturels régionaux sont le parco urbano dell'antichissima Città di Sutri, l'Appia antica, les monts Auronces, monts Ausons, le complexe lacustre de Bracciano-Martignano, les monts Lucretili, les monts Simbruini, Gianola et Monte di Scauri, la Riviera d'Ulysse, Marturanum, Veiès, Castelli Romani, Aguzzano, Pineto et le parc naturel et archéologique de l'Inviolata di Guidonia.
On compte également 10 réserves naturelles nationales (dont la résidence présidentielle de Castelporziano), 29 réserves naturelles régionales et 2 aires maritimes protégées. Le Latium compte aussi 177 sites d'importance communautaire (dont 19 aires maritimes, 40 sites dans la province de Viterbe, 22 sites dans la province de Rieti, 49 sites dans la province de Rome, 24 sites dans la province de Latina et 23 sites dans la province de Frosinone).

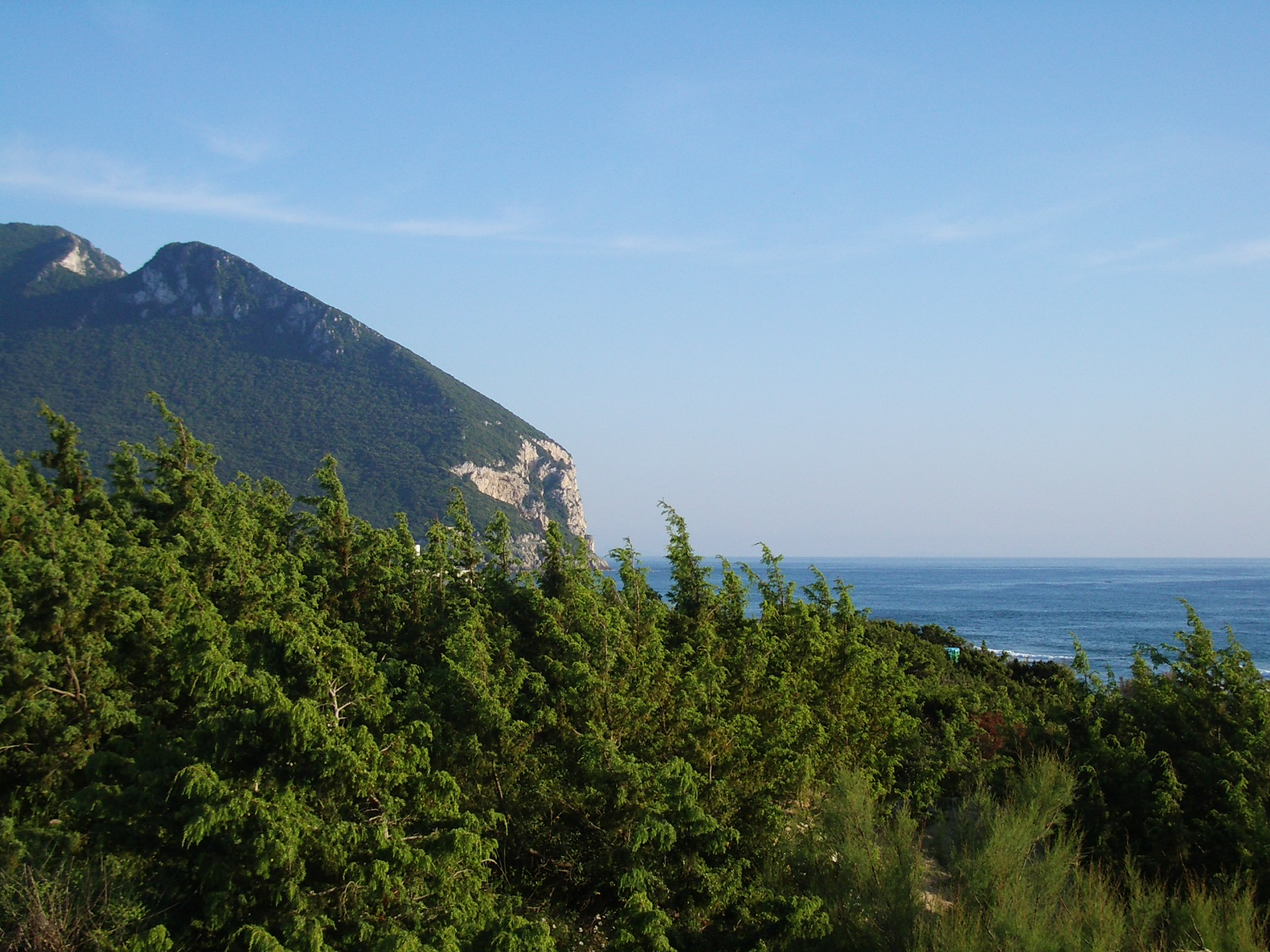
Le parc national du Circé.
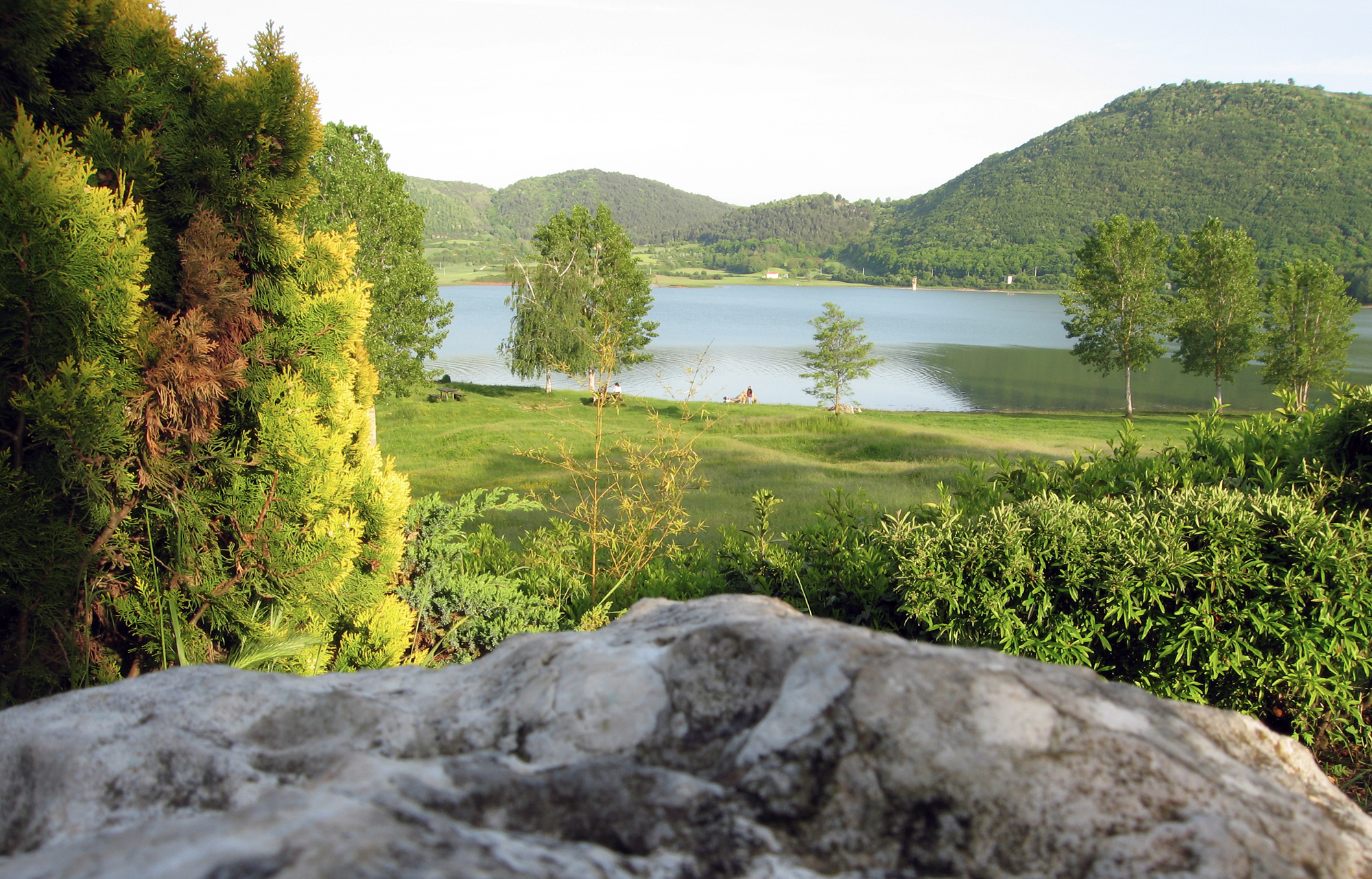
La réserve naturelle régionale du lac de Canterno.
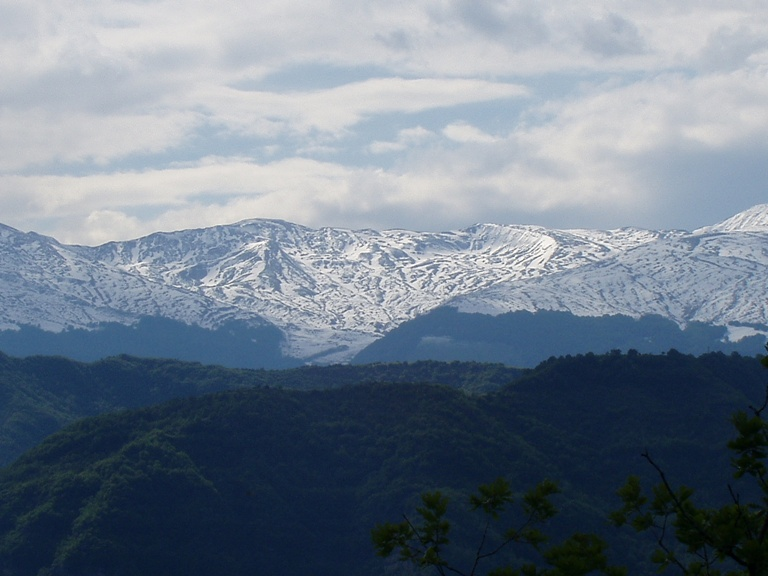
Le parc national du Gran Sasso e Monti della Laga.
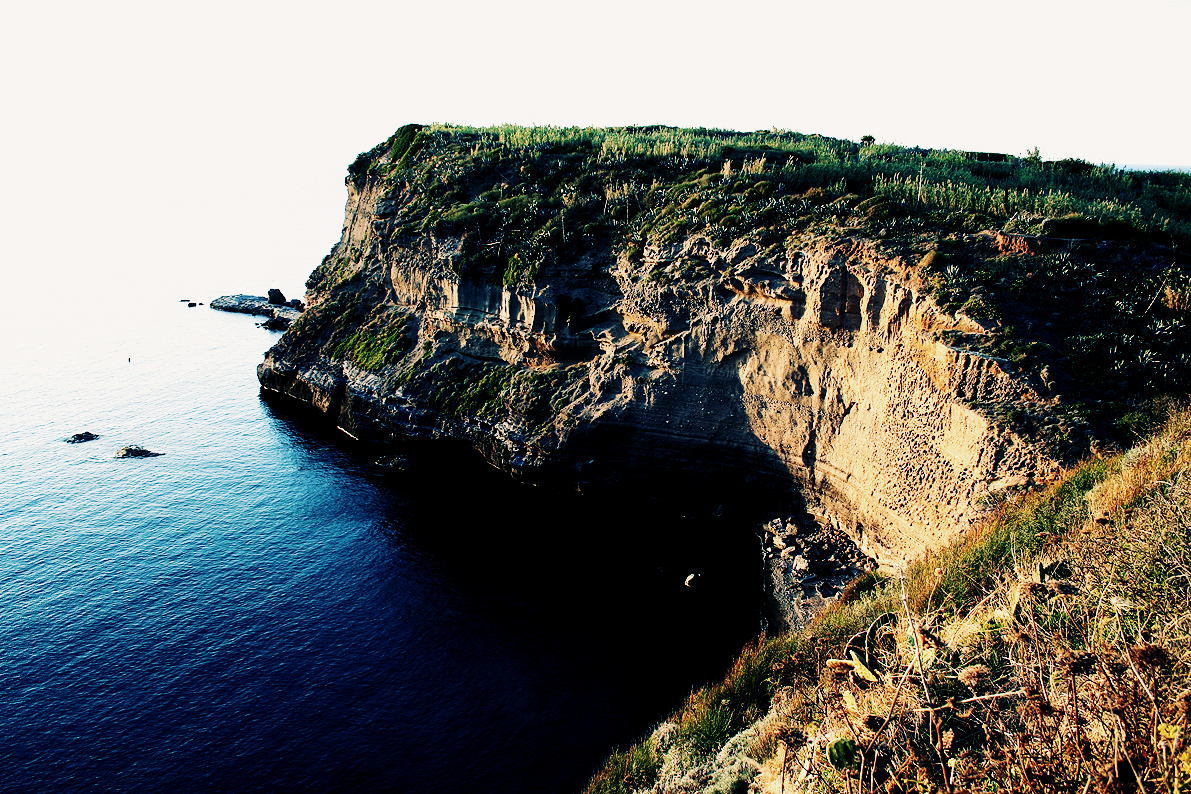
L'aire maritime protégée de l'île de Ventotene.

### Dialectes régionaux

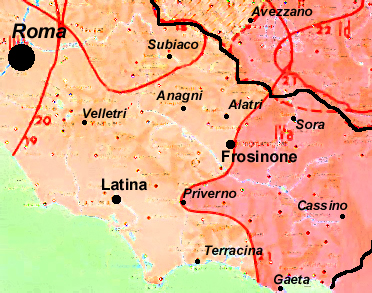
Carte de répartition des dialectes médians italiens (à gauche) et des dialectes méridionaux italiens (à droite).

Plusieurs dialectes sont pratiqués sur le territoire du Latium. Ils se divisent en trois catégories : ceux qui appartiennent aux dialectes médians italiens, ceux qui sont issus des dialectes méridionaux italiens et du napolitain ainsi que ceux qui pour origine le dialecte vénitien mélangé aux autres patois locaux après la forte vague d'immigration de la période fasciste.

#### Issus des dialectes médians
Le groupe des dialectes médians italiens est le plus représenté dans le Latium. Il est lui-même divisé entre cinq dialectes parlés principalement dans les parties centrale et septentrionale de la région.
Dans la partie orientale de la province de Rome ainsi que dans les communes occidentales des provinces de Frosinone et de Latina, c'est-à-dire celles qui ont appartenu aux États pontificaux et non au royaume des Deux-Siciles, le patois utilisé est le dialecte laziale centro-septentrional (anciennement appelé « campanino »). Le nombre de locuteurs est d'environ 400 000 personnes.
Le dialecte sabin est parlé principalement dans la province de Rieti et dans la campagne romaine limitrophe de Rieti (surtout dans les communes de la province de Rome de Monterotondo, Palombara Sabina, Tivoli et Mentana), mais il s'étend également en dehors de la région, dans la province de L'Aquila en Abruzzes. Il est séparé en trois sous-groupes dont un n'est pas présent dans le Latium mais uniquement en Abruzzes. Le sous-groupe de l’aquilano (partagé entre Rieti et L'Aquila) et celui du carseolano (utilisé uniquement dans le Latium) sont ceux qui sont parlés dans la région. Ils sont pourtant menacés par le dialecte romanesco qui, contrairement aux autres, ne cesse de prendre de l'ampleur.
Le romanesco (ou « romain ») est le dialecte parlé dans la ville de Rome, mais également dans les zones côtières de la province de Rome (entre Civitavecchia et Anzio) et de la province de Latina (entre Latina et Sabaudia). C'est le dialecte le plus utilisé avec près de 3 millions de locuteurs. Le romanesco est un dialecte médian, bien qu'ayant subi une forte influence du toscan, ce qui le rapproche de l'italien standard (lui aussi tiré du toscan). Il a également compté de nombreux auteurs, comme Giuseppe Gioachino Belli et Trilussa, qui s'exprimaient dans cette langue.
Le dialecte de la Tuscia viterbese, parlé dans la province de Viterbe, est considéré comme « paramédian », bien que certains linguistes le classent parmi les dialectes ombriens. En effet, c'est un patois de transition entre les dialectes médians italiens et le toscan, plus précisément les dialectes toscans méridionaux qui comprennent l'arétin parlé à Arezzo, le siennois parlé à Sienne et le grossetan parlé à Grosseto. Autour du village de Bagnoregio, près de Viterbe, le dialecte de la Tuscia viterbese est ainsi parlé avec une prononciation et un fort accent toscan.
Dans la zone dite des Castelli Romani, à cheval entre les provinces de Rome, Frosinone et Latina, de nombreux patois réunis sous le nom de dialectes des Castelli Romani sont parlés. La plupart bénéficie d'origines multiples, principalement formés à partir du romanesco ancien, du sabin, mais ils font toujours partie du dialecte laziale centro-septentrional. Les dialectes des Castelli Romani sont divisés en divers patois correspondant chacun à une zone géographique : le marinese (parlé par 30 000 personnes autour de la ville de Marino), le rocchiciano, le frascatano, l'albanense, le castellano, le monticiano, le monteporziano, l'ariccino, le velletrano, le genzanese et le lanuviese.

#### Issus des dialectes méridionaux
Le groupe des dialectes méridionaux est présent dans le Latium dans la partie des provinces de Frosinone et de Latina qui était auparavant rattachée au royaume des Deux-Siciles. Les dialectes parlés dans cette zone appartiennent tous aux dialectes de Campanie (dont fait aussi partie le napolitain) et plus spécialement de la branche du Laziale meridionale.
Dans la zone côtière (autour des villes de Gaète, Formia et Sperlonga), la prononciation du Laziale meridionale est fortement influencée par le schwa napolitain que l'on peut retrouver également dans certains patois à l'intérieur des terres comme à Cassino, Sora, Isola del Liri et Esperia. Sur le littoral et dans certaines communes de la zone intérieure (à Esperia), outre le napolitain, on retrouve également des influences des dialectes pugliesi et molisani provoquées par l'immigration des pêcheurs originaires de ces régions (par exemple, une importante communauté originaire des Pouilles est présente à Fondi).
Dans le centre historique de Gaète est parlée la langue napolitaine en raison d'une présence de descendants de fonctionnaires administratifs et militaires, originaires de l'ancienne capitale du royaume des Deux-Siciles et arrivés dans cette ville lorsqu'elle est devenue le chef-lieu d'un district en 1806. On remarque également l'utilisation du napolitain dans les îles Pontines, à 30 km des côtes du Latium.
Dans la partie intérieure, bien que la prononciation napolitaine soit la plus développée, on retrouve aussi l'influence des dialectes médians italiens (principalement à Lenola, Castelforte, Santi Cosma e Damiano, Minturno, Ausonia et Sant'Ambrogio sul Garigliano). On remarque ainsi la prononciation sabine à Sora, Pontecorvo et Lenola. On perçoit aussi des influences du romanesco et du laziale centro-septentrional à certains endroits.

#### Issus des dialectes vénitiens
Pendant la période fasciste, Benito Mussolini ordonne le lancement d'un projet pour assécher et mettre en culture les marais pontins sur lesquels il fait édifier des villes nouvelles comme celle de Latina, aujourd'hui chef-lieu de la province du même nom. Cette zone est alors massivement colonisée par des familles d'ouvriers et de paysans employés par le régime fasciste. Parmi ceux-ci, la plupart sont originaires de Vénétie ou du Frioul et s'installent ainsi dans le Latium en apportant avec eux leur dialecte : le vénitien. Celui-ci se mélange peu à peu avec les patois locaux, comme le romanesco, pour créer le dialecte vénéto-pontin. Il est aujourd'hui parlé principalement dans les villes de Latina, Aprilia, Pomezia, Sabaudia et Cisterna di Latina.

### Alimentation traditionnelle

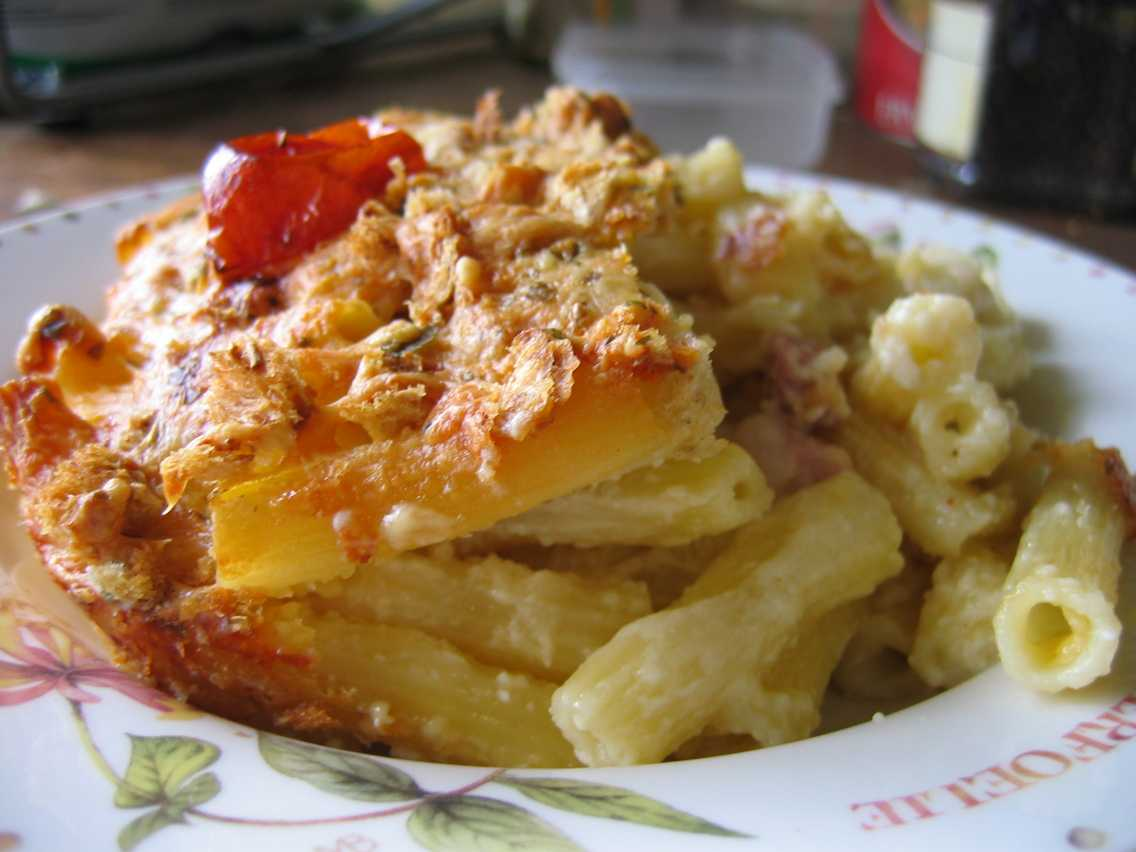
Gratin de macaroni.

L'alimentation traditionnelle du Latium est très caractéristique. Elle est régulée par le Ministère des Politiques agricoles, alimentaires et forestières qui émet une liste de produits agroalimentaires traditionnels pour chaque région d'Italie, mise à jour pour la dernière fois en juin 2012. Il existe également de nombreuses variétés bénéficiant de dénominations d'origine protégées et d'indications géographiques protégées.
La liste des produits agroalimentaires traditionnels du Latium de ce ministère compte 386 plats et aliments différents, tels que le fromage à pâte filée caciocavallo, les graines de pois carré, les pommes de terre de l'Alto Viterbese, les pâtes macaroni ou encore les biscuits tarallo. On y dénombre aussi de très nombreux types de fromages, viandes (saucisses et saucissons), huiles d'olive, fèves, lentilles, figues, pâtes et alcools typiques de la région.
Les vins les plus appréciés sont les blancs des Castelli Romani comme le Frascati et le Marino, ainsi que l'Est de Montefiascone ; pour les vins rouges, le Cerveteri rosso, le Velletri rosso, et le Cesanese rosso.

## Culture

### Universités

Entrée de l'Université de Rome « La Sapienza ».

La ville de Rome est le majeur pôle universitaire de la région, car elle possède de nombreuses universités, à la fois publiques et privées. La plus connue et la plus importante quant au nombre d'inscrits est l'Université de Rome « La Sapienza », qui compte également des antennes à Latina, Rieti et Viterbe. En 1982 est également fondée l'Université de Rome « Tor Vergata », qui accueille environ 40 000 étudiants, en 1992 l'Université de Rome III qui compte aussi près de 40 000 élèves et en 1998 l'Université de Rome « Foro Italico » (aussi appelée Université de Rome IV).
La plupart des universités privées de Rome sont fortement catholiques. La plus ancienne est la Libera Università Maria Santissima Assunta (LUMSA), fondée en 1939, puis viennent la Libera Università Internazionale degli Studi Sociali (LUISS) en 1974 et la Libera Università degli Studi Per l'Innovazione e le Organizzazioni (LUSPIO) en 1996.
Les deux universités du Latium, toutes deux fondées en 1979, mais non situées dans la capitale sont : l'Université de Cassino, qui compte près de 8 000 étudiants, et l'Université de la Tuscia, basée à Viterbe, qui accueille environ 9 000 étudiants et qui possède des antennes à Bracciano et à Tarquinia.

### Musique

#### Musique traditionnelle
Il existe de nombreuses danses traditionnelles dans le Latium, particulièrement représentées par le saltarello, danse accompagnée de musique populaire qui s'est développée à partir du XIIIe siècle en Italie centrale. On retrouve aussi des traces de la zumbarella, danse traditionnelle originaire des Abruzzes. Le stornello (ou stornello romano pour celui qui est pratiqué dans la zone autour de Rome) est une forme populaire de poésie généralement improvisée et très simple dont l'argument porte sur la satire ou l'amour et qui s'est diffusée dans le Latium et en Toscane dès le XIIe siècle.
La musique populaire du Latium, quant à elle, possède des origines de Toscane, au nord, principalement dans le caractère grave et mélancolique de ses chants qui s'opposent à ceux de la Campanie, plus au sud. Possédant des caractéristiques intimement liées au chant grégorien, les chants traditionnels (aussi nommés chants romanesques) s'expriment surtout à travers les ninna nanna, berceuses originaires de la région.
Les instruments toujours utilisés dans le sud, pour la musique populaire, sont l'accordéon, le tambourin et la zampogna, cornemuse employée traditionnellement dans les musiques de l'Italie centrale et méridionale,.

#### Festivals de musique

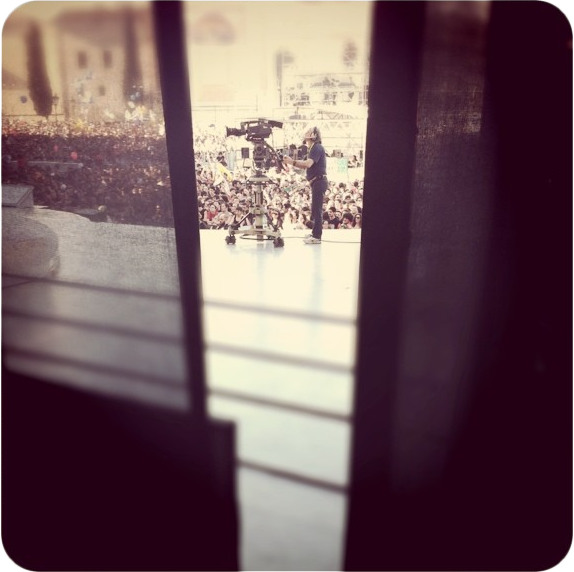
Photo du Concert du Premier mai 2011 depuis la scène.

Un des principaux festivals de musique qui ont lieu dans la capitale italienne est le Concert du Premier mai (Concerto del Primo Maggio en italien) qui est organisé chaque année depuis 1990 à Porta San Giovanni lors de la Journée internationale des travailleurs par les majeurs syndicaux italiens : la CGIL, la CISL et l'UIL. Il propose plusieurs artistes renommés aussi bien italiens (comme Roberto Murolo, Franco Battiato ou Enzo Jannacci) que mondiaux comme Chuck Berry en 2007, Robert Plant des Led Zeppelin et le groupe Oasis en 2002, Sting en 1996, les Iron Maiden en 1993 ou encore B. B. King en 1992. Le nombre de spectateurs assistant à l'évènement est important, atteignant le million en 2006.
Un autre évènement important de la scène musicale romaine fut, de 2003 à 2007, le Telecomcerto qui accueillait chaque année aux Fori Imperiali un personnage ou un groupe connu internationalement : en 2003 Paul McCartney des Beatles, en 2004 Simon and Garfunkel, en 2005 Elton John, en 2006 Billy Joel et Bryan Adams et en 2007 le groupe Genesis.
Pendant les mois de juillet et août a lieu dans plusieurs communes de la province de Viterbe (Caprarola, Bagnoregio, Bagnaia, Sutri et Ronciglione) le Tuscia in Jazz Festival, deuxième plus important festival de jazz en Italie après l'Umbria Jazz. Pendant les deux dernières semaines de juillet, toujours à Bagnoregio, a lieu le Séminaire international du jazz qui regroupe de nombreux artistes-musiciens dont la plupart viennent de États-Unis.

### Cinéma

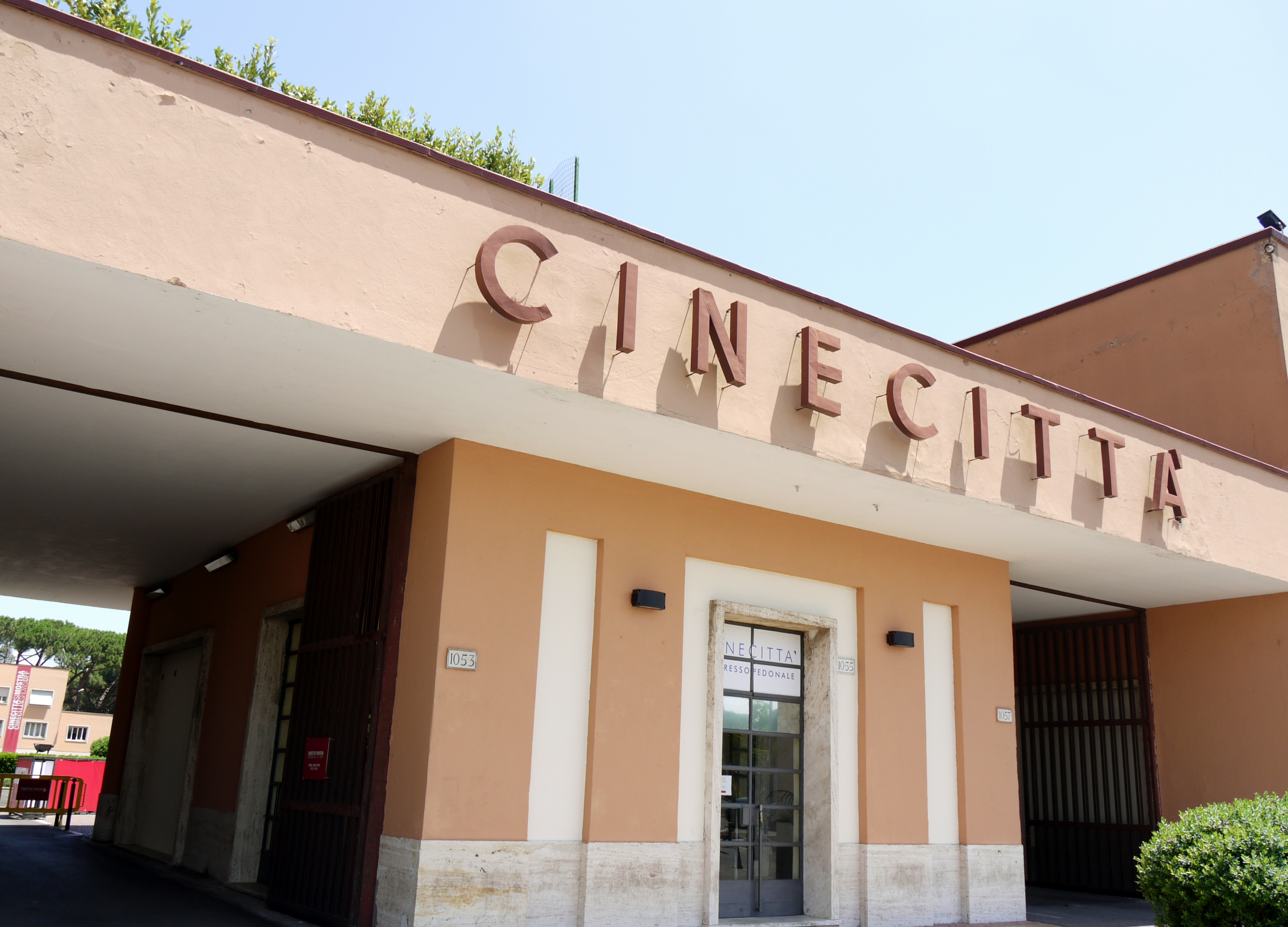
Entrée de Cinecittà.

Le Latium est le berceau de Cinecittà, la « cité du cinéma », complexe de studios cinématographiques italien fondé en 1937 et qui se trouve à Rome, dans le quartier de Don Bosco.
Le principal festival cinématographique du Latium est le Festival international du film de Rome au terme duquel est remise chaque année une récompense aux meilleurs films nommée le « Marc Aurèle d'or ». C'est une effigie de Marc Aurèle en or créée par Bulgari. Il a lieu depuis 2006, sous l'impulsion du maire de Rome d'alors, Walter Veltroni, dans l'Auditorium Parco della Musica. Créé initialement sous le nom de « Fête internationale du cinéma de Rome » (CINEMA. Festa Internazionale di Roma en italien), il change de dénomination lors de sa 3e édition en 2008. Le premier Marc Aurèle d'or est attribué en 2006 à Playing the victim de Kirill Serebrennikov. Par la suite, de nombreux autres films internationalement reconnus sont primés comme Brotherhood de Nicolo Donato et Kill Me Please d'Olias Barco.

### Sports

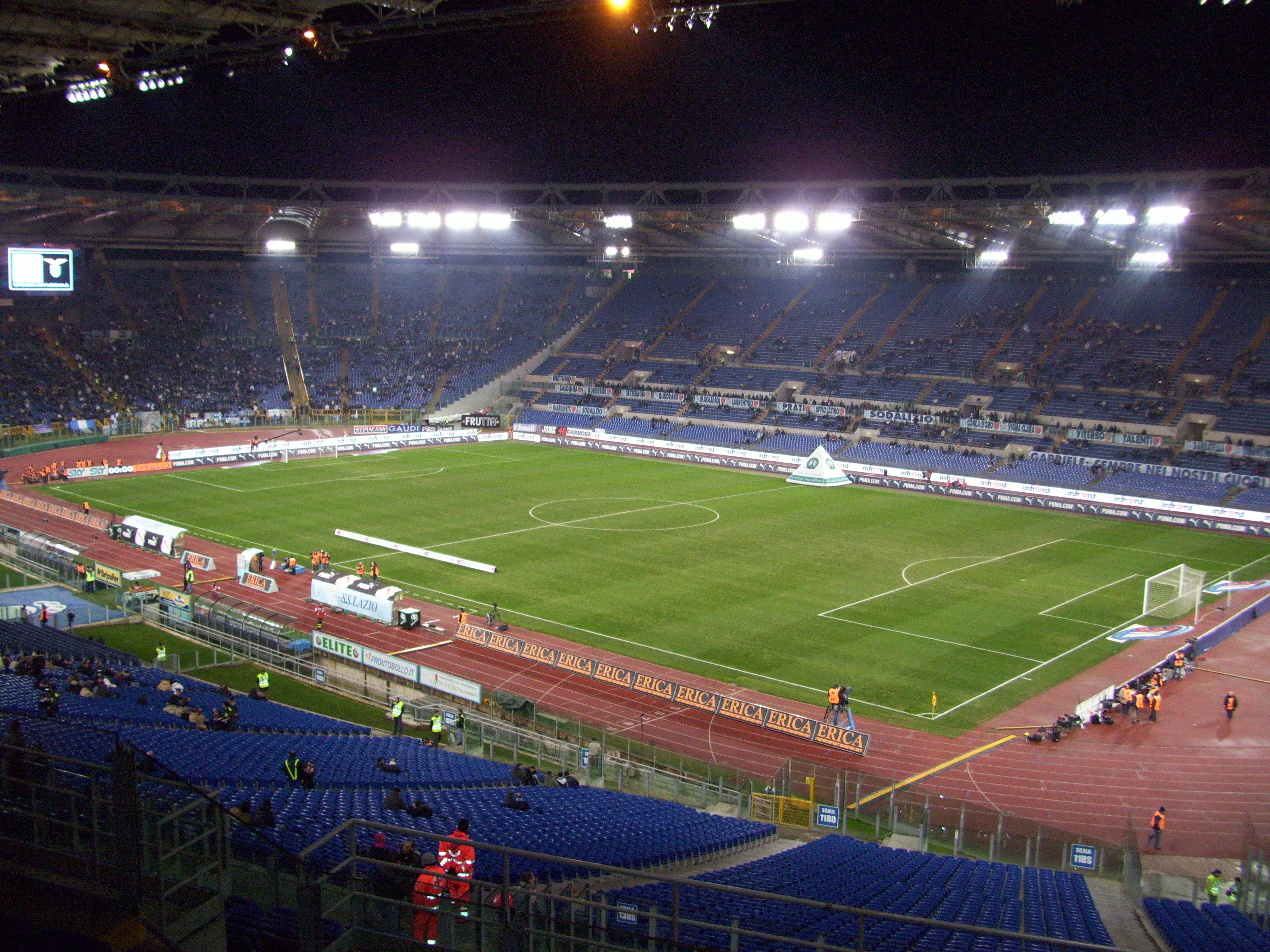
Le stade Olympique de Rome.

Le Latium comporte divers équipements sportifs de niveau international, construits à l'occasion d’événements d'importance mondiale comme les Jeux olympiques d'été de 1960. Parmi les plus importants figure le stade Olympique à l'intérieur du complexe sportif du Foro Italico. Patrimoine du CONI, la structure permet d'accueillir des activités comme le football, l’athlétisme, le tennis et parfois des manifestations musicales et culturelles. Le Palalottomatica, situé à Rome dans la zone de l'EUR, est le plus grand palais des sports d'Italie et accueille les parties de basket-ball de la Pallacanestro Virtus Roma.
Des manifestations sportives de niveau international se déroulent dans le Latium :
- le tournoi de Rome ou Internationaux d'Italie ou encore Masters de Rome, un tournoi de tennis masculin du circuit ATP et féminin du circuit professionnel WTA. La première édition remonte à 1930, devenant open en 1969. Depuis 2009, le tournoi fait partie des Masters 1000 masculins et des Premier 5 féminins, catégories des tournois les plus prestigieux après ceux du Grand Chelem. L'épreuve est organisée chaque année à Rome, à la mi-mai, sur terre battue et en extérieur[122] ;
- la Course de côte Rieti - Terminillo ou Coppa Bruno Carotti, une compétition automobile pour voitures de course disputée annuellement début septembre sur la route nationale 4 bis pour rejoindre le Mont Terminillo à une altitude de 2 217 mètres[123] ;
- le meeting de Rieti, une compétition internationale d'athlétisme qui a lieu annuellement à Rieti dans le stade Raul-Guidobaldi fin août, début septembre, depuis 1971. Ce meeting qui fait partie du circuit Challenge mondial IAAF fêtera en 2016 sa 46e édition[124] ;
- le Jumping de Rome, concours hippique de sauts d'obstacle à Villa Borghese, étape du circuit FEI des Coupes des Nations[125].

## Symboles
Le Latium a son propre blason et étendard, reconnu par la loi régionale no 58, datée du 17 septembre 1984, de la région du Latium :

« Un octogone bordé d'or, à l’intérieur duquel sont insérés les blasons des provinces de la région comme suit : au centre, le blason de la ville métropolitaine de Rome Capitale et en éventail, les blasons des provinces de Frosinone, Latina, Rieti et Viterbe, liés entre eux par un ruban tricolore,. »

La région a également son étendard :

« De couleur bleu ciel bordé de bleu marine foncé, dans la partie supérieure le blason régional soutenu d'un épi et d'une branche de chêne et surmonté par une couronne finie d’or monochrome ; dans la partie inférieure et au centre l'inscription en or Regione Lazio, complété à la base avec une frange d'or. Sous l'embout de l’étendard est noué un ruban tricolore (vert, blanc et rouge), frangé d'or. »